# Templi Yogini

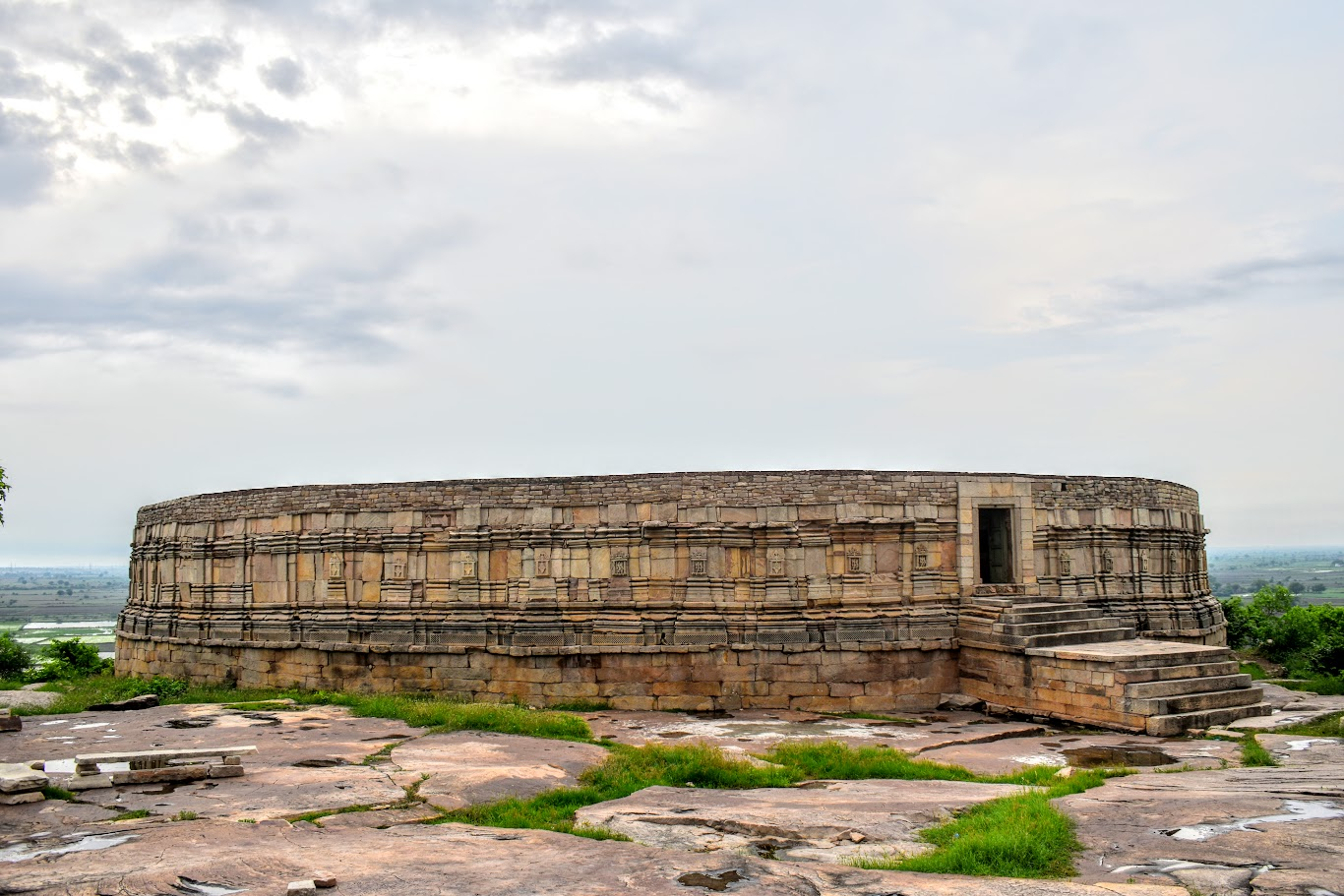
Il tempio Yogini a Mitaoli, su una collina rocciosa, a cielo aperto

Mappa dei templi Yogini in India

I templi Yogini dell'India sono santuari ipoetrali senza tetto del IX-XII secolo dedicati alle yogini, maestre di yoga nel tantra indù, ampiamente equiparate alle dee, in particolare Parvati, che incarnano la sacra forza femminile. Sono rimasti in gran parte sconosciuti e non studiati dagli studiosi fino alla fine del XX secolo. Molti dei santuari hanno nicchie per 64 yogini, quindi sono chiamati Templi Chausath Yogini (Chausath Yogini Mandir, da चौसठ, hindi per 64, scritto anche Chaunsath o Chausathi); altri hanno 42 o 81 nicchie, il che implica diversi gruppi di dee, sebbene anch'essi siano spesso chiamati templi Chausath yogini. Anche quando ci sono 64 yogini, queste non sono sempre le stesse.
I templi esistenti sono a pianta circolare o rettangolare; sono sparsi nell'India centrale e settentrionale negli stati di Uttar Pradesh, Madhya Pradesh e Odisha. I templi perduti, le loro posizioni identificate dalle immagini yogini sopravvissute, sono ancora più ampiamente distribuiti in tutto il subcontinente, da Delhi a nord e il confine del Rajasthan a ovest fino al Grande Bengala a est e al Tamil Nadu a sud.

## Panoramica

### Yogini

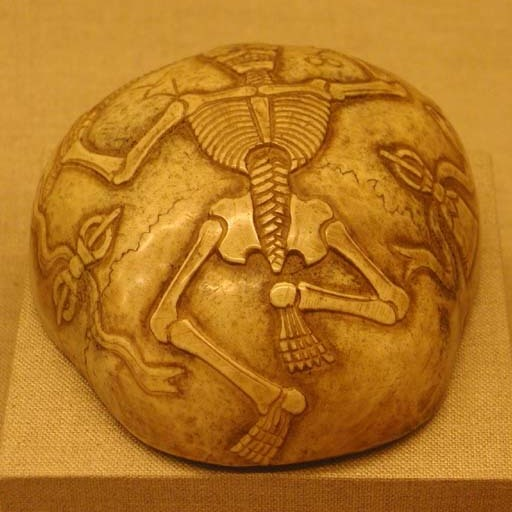
Un kapala, una coppa scolpita da un teschio umano, usata nel tantra, anche dagli yogini

A partire dal X secolo circa, gli Yogini compaiono in gruppi, spesso di 64. Appaiono come dee, ma le adepte umane del tantra possono emulare "e persino incarnare" queste divinità, che possono apparire come donne mortali, creando un confine ambiguo e sfocato tra l'umano e il divino. Le yogini, divine o umane, appartengono a clan; a Shaiva, tra i più importanti ci sono i clan delle 8 Madri (matris o matrika). Gli yogini sono spesso teriomorfi, avendo le forme di animali, rappresentati nella statuaria come figure femminili con teste di animali. Gli yogini sono associati al "vero e proprio mutamento di forma" in animali femmine e alla capacità di trasformare altre persone. Sono collegati al culto di Bhairava, spesso portano teschi e altri simboli tantrici e praticano nei luoghi di cremazione e in altri luoghi liminali. Sono potenti, impuri e pericolosi. Entrambi proteggono e diffondono la conoscenza tantrica esoterica. Hanno siddhi, poteri straordinari, incluso il potere del volo; molti yogini hanno la forma di uccelli o hanno un uccello come loro vahana o veicolo animale. Nel successivo buddismo tantrico, dakini, uno spirito femminile in grado di volare, è spesso usato come sinonimo di yogini. Lo studioso Shaman Hatley scrive che l'archetipo yogini è "l'autonomo viaggiatore del cielo (khecari)", e che questo potere è "l'ultimo conseguimento per il praticante alla ricerca di siddhi ".
Un culto Shaiva di yogini fiorì all'incirca tra il 700 e il 1200. È documentato nella scrittura Brahmayamalatantra. I non yogini consultavano gli yogini in "incontri visionari e transazionali". Il culto portò alla costruzione di templi in pietra dal X al forse XIII secolo, in tutto il subcontinente indiano.

### Riscoperta
I principali santuari esistenti in India dei 64 Yogini (Chausathi Jogan) si trovano nell'Odisha e nel Madhya Pradesh. Alexander Cunningham li visitò e li descrisse nel XIX secolo per l'Archaeological Survey of India, e furono poi in gran parte dimenticati. Nel 1986, Vidya Dehejia registrava che i santuari erano "remoti e di difficile accesso", poco esplorati da cento anni, e frequentati da dacoit, bande di ladri, che usavano i templi come luoghi di rifugio sconosciuti alle autorità. Il tempio Chausathi Yogini ben conservato a Hirapur è stato riscoperto solo nel 1953, nonostante la sua vicinanza al sito del tempio di Bhubaneshwar, qualcosa che Dehejia descrive come "abbastanza sorprendente".

### Caratteristiche

Infografica sul significato dei templi Yogini, che mostra il progetto per la comunione con gli yogini, ritenuti capaci di volare

I santuari Yogini sono solitamente recinti circolari, e sono ipetrali, a cielo aperto, a differenza della maggior parte dei templi indiani. All'interno della parete circolare si trovano nicchie, il più delle volte 64, contenenti statue di figure femminili, le yogini. I loro corpi sono descritti come belli, ma le loro teste sono spesso quelle di animali. I templi Yogini normalmente si trovavano al di fuori del gruppo principale di templi e nel punto più alto del sito.
Le iconografie delle statue yogini nei templi yogini non sono uniformi, né le yogini sono le stesse in ogni serie di 64. Nel tempio di Hirapur, tutti gli yogini sono raffigurati con i loro Vahanas (veicoli animali) e in posizione eretta. Nel tempio Ranipur-Jharial le immagini degli yogini sono in posizione di danza. Nel tempio di Bhedaghat, gli yogini sono seduti in lalitasana, la posizione regale, e sono circondati da scene di cremazione complete di "demoni carnivori" e animali spazzini.

### Significato
Hatley, seguendo Vidya Dehejia, suggerisce che i templi yogini si riferiscano al tantrico yogini-chakra. Questo è un "mandala di divinità mantra che circondano Shiva / Bhairava, la cui installazione... era centrale nel rituale del culto esoterico scivaista degli yogini". Il capitolo 9 del Kaulajnana Nimaya, attribuito al saggio Matsyendranath del X secolo, descrive un sistema di 8 chakra rappresentati come fiori di loto a otto petali, il totale di 64 petali che denota i 64 yogini.
Hatley commenta che "l'adorazione tantrica dei 'cerchi' di yogini (yoginichakras) sembra precedere i templi di almeno due secoli, e la notevole congruenza nelle rappresentazioni testuali Shaiva delle yogini e la loro rappresentazione nella scultura suggeriscono una continuità diretta" tra le pratiche descritte in testi tantrici e i templi yogini.

### Pratiche
Le pratiche tantriche indù erano segrete. Tuttavia, i testi da c. 600 d.C. descrivono rituali esoterici, spesso legati a luoghi di cremazione. Le praticanti donne del tantrismo indù, chiamate anche yogini, erano viste come l'incarnazione delle yogini sovrumane.
Le attività includevano Prana Pratishtha, la consacrazione rituale di immagini, come quelle di yogini. I rituali odierni di questo tipo possono durare tre giorni, con un gruppo di sacerdoti, e comportano purificazione rituale, cerimonia di apertura degli occhi, adorazione (yogini puja), invocazione di protettori e preparazione di un diagramma yantra contenente un mandala yogini e una serie di noci di areca per le 64 dee. Le prime pratiche yogini erano riti mortuari kapalika.
Il Varanasimahatmya del Bhairavapradurbhava descrive cerimonie di adorazione che coinvolgono canti e danze nel tempio yogini a Varanasi, riassunte da Peter Bisschop:
La sezione Kashikhanda dello Skandapurana, che narra il mito dell'arrivo sotto mentite spoglie dei 64 yogini a Varanasi, afferma che l'adorazione può essere semplice, poiché gli yogini hanno bisogno solo di doni quotidiani di frutta, incenso e luce. Prescrive un rituale importante per l'autunno, con libagioni di fuoco, recitazione dei nomi delle yogini e offerte rituali, mentre tutti i residenti di Varanasi dovrebbero visitare il tempio in primavera durante la festa di Holi per rispettare le dee.
Lo scrive Dehejia
Il culto attivo (puja) continua in alcuni templi yogini, come ad Hirapur.

## I 64 santuari yogini

### Hirapur
Il piccolo tempio yogini del IX secolo a Hirapur, di soli 25 piedi di diametro, si trova nel distretto di Khurda, Odisha, 10 miglia a sud di Bhubaneshwar. 60 delle yogini sono disposte in cerchio attorno a un piccolo santuario rettangolare che potrebbe aver contenuto un'immagine di Shiva. Il cerchio è raggiunto attraverso un passaggio d'ingresso sporgente, in modo che la pianta del tempio abbia la forma di uno yoni -piedistallo per uno Shiva lingam. Almeno 8 yogini stanno su veicoli animali che rappresentano i segni dello zodiaco, tra cui un granchio, uno scorpione e un pesce, suggerendo un legame con l'astrologia o il lavoro del calendario.
Lo studioso István Keul scrive che le immagini degli yogini sono di roccia di clorite scura, alta circa 40 cm, e in piedi in varie pose su piedistalli o vahanas; la maggior parte ha "lineamenti delicati e corpi sensuali con vita sottile, fianchi larghi e seni alti e rotondi" con acconciature e ornamenti per il corpo diversi. Afferma che la struttura centrale si trova di fronte a tre immagini di yogini e "quattro rappresentazioni itifalliche nude di Bhairava".

Intorno all'esterno del tempio ci sono nove dee senza sorriso, localmente descritte come le nove katyayani, una caratteristica insolita per un tempio yogini. L'ingresso è fiancheggiato da una coppia di dvarapala maschi, guardiani della porta. Due immagini aggiuntive vicino ai dvarapala potrebbero essere bhairava. Lo studioso Shaman Hatley suggerisce che se il tempio è visto come un mandala tantrico incarnato nella pietra, Shiva è circondato da 4 yogini e 4 bhairava di un circuito interno e sessanta yogini di un circuito esterno. 

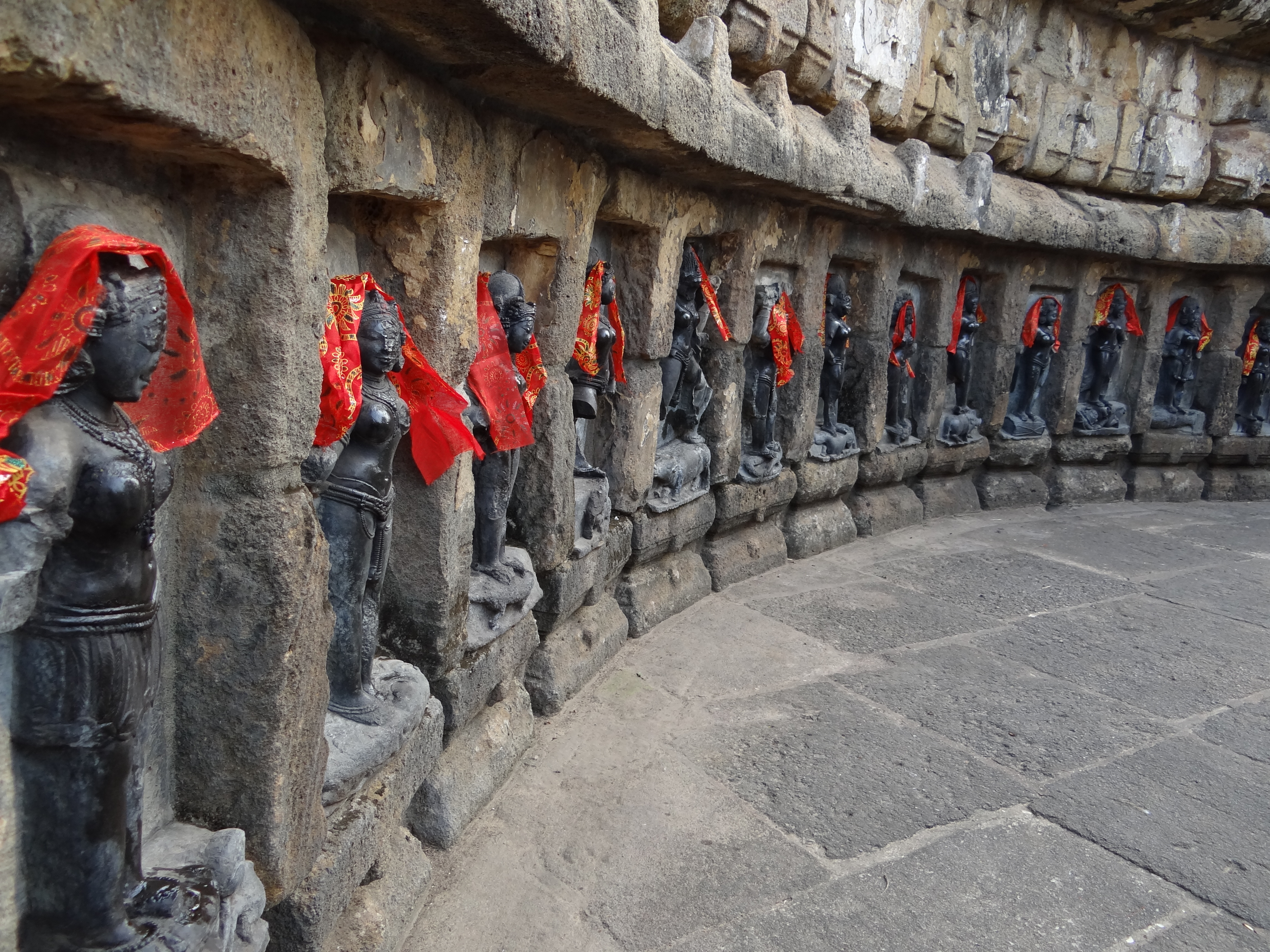
Chausathi Yogini Temple, Hirapur, Odisha, 2012. Gli yogini sono stati recentemente venerati con un dono di foulard.
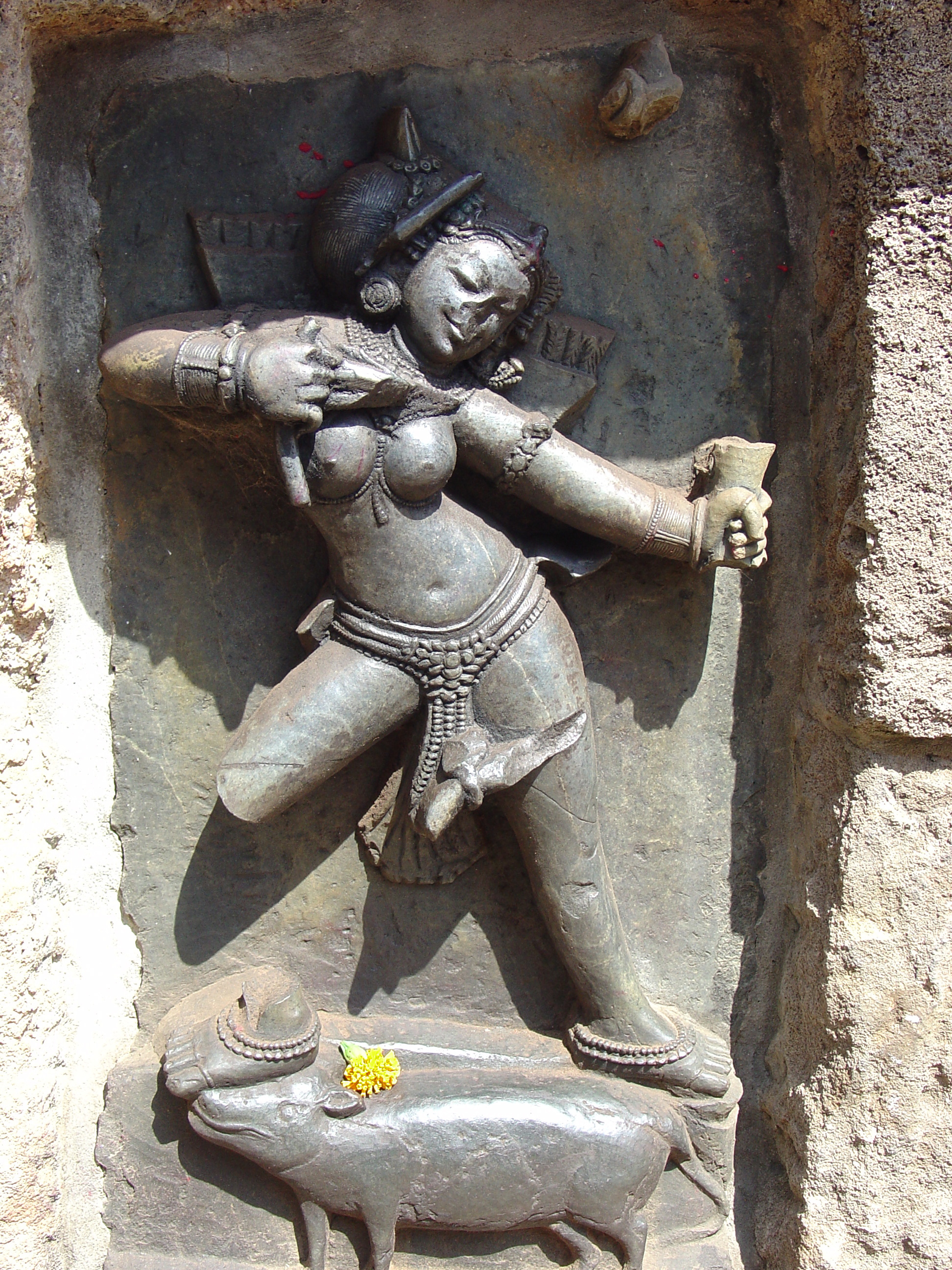
Una delle yogini di Hirapur, con un'offerta di fiori ai suoi piedi
Piano; gli studiosi hanno notato la somiglianza con un piedistallo yoni
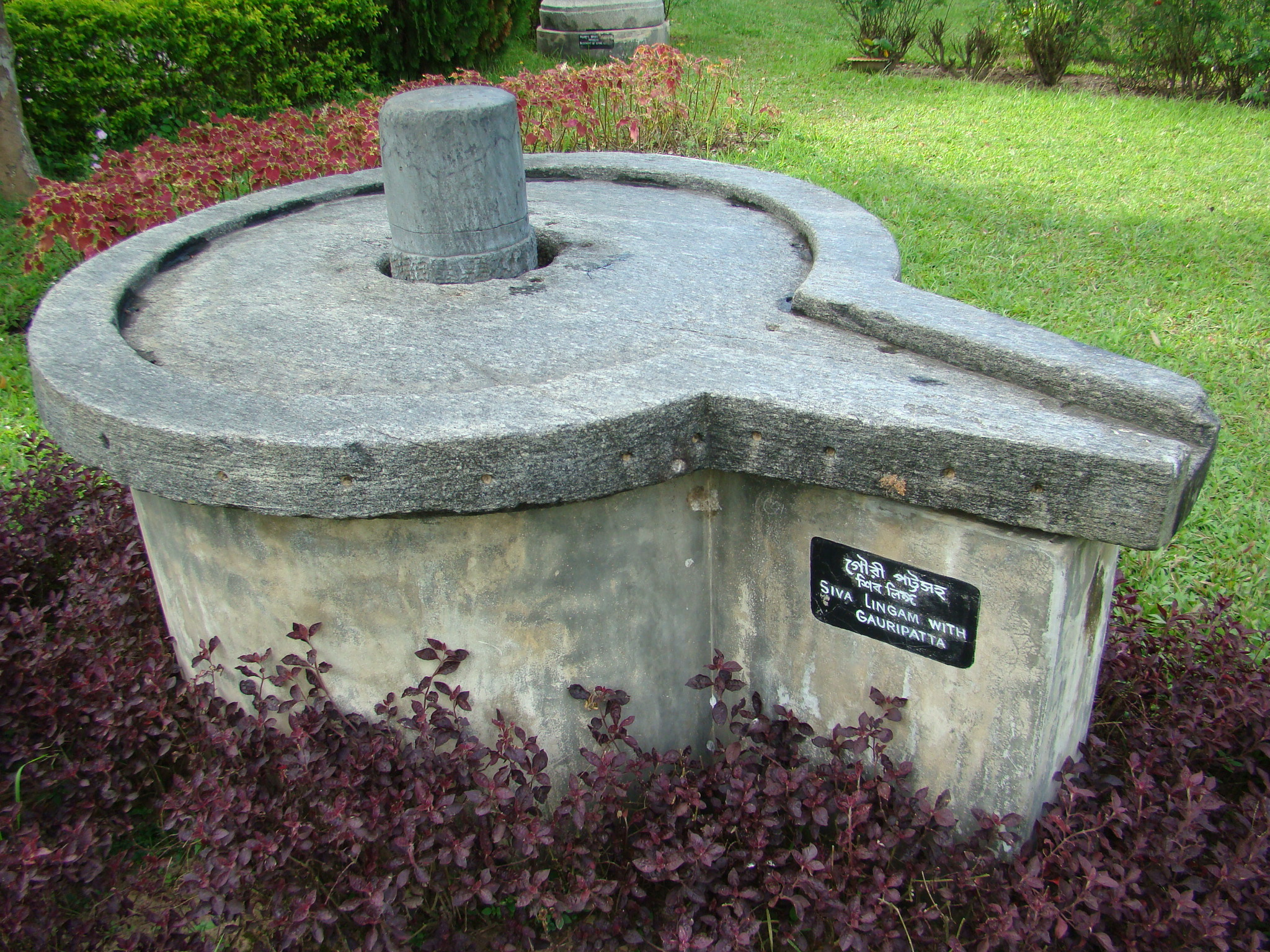
Un piedistallo yoni con Shiva lingam centrale, per confronto

### Ranipur-Jharial, Balangir
Il Chausathi Yogini Pitha a Ranipur-Jharial, vicino alle città di Titilagarh e Kantabanjhi nel distretto di Balangir, Odisha, è un tempio ipetrale più grande di 64 yogini. 62 delle immagini di yogini sopravvivono. Al centro c'è un santuario con quattro pilastri, che sorregge un'immagine di Nateshwar, Shiva come Signore della Danza. L'immagine di dimensioni simili di Chamunda nel tempio potrebbe essere stata ospitata una volta con Shiva nel santuario centrale.

Ranipur-Jharial è stato il primo dei templi Yogini ad essere scoperto; è stato descritto dal maggiore generale John Campbell nel 1853.

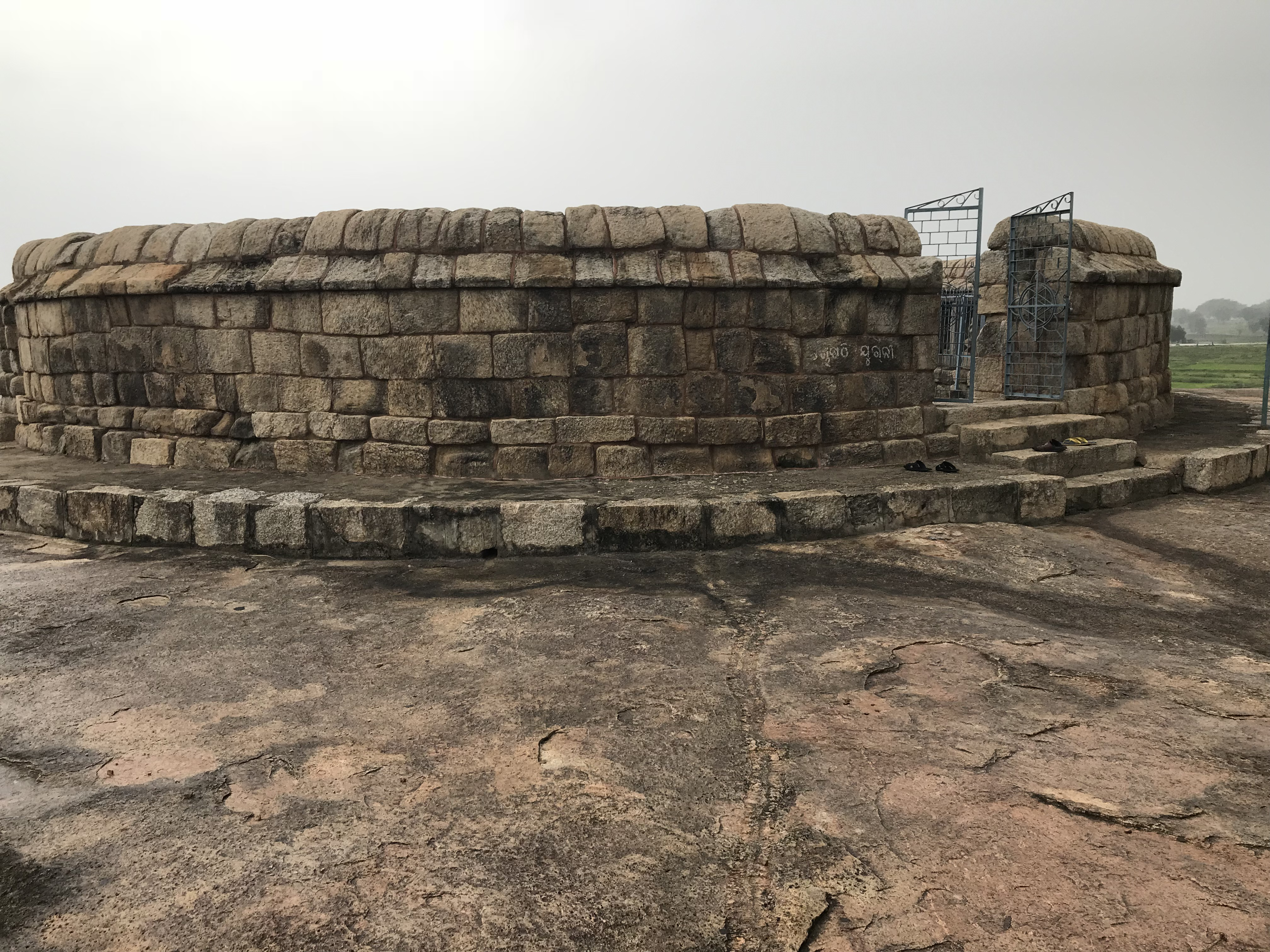
Esterno del tempio yogini Ranipur-Jharial
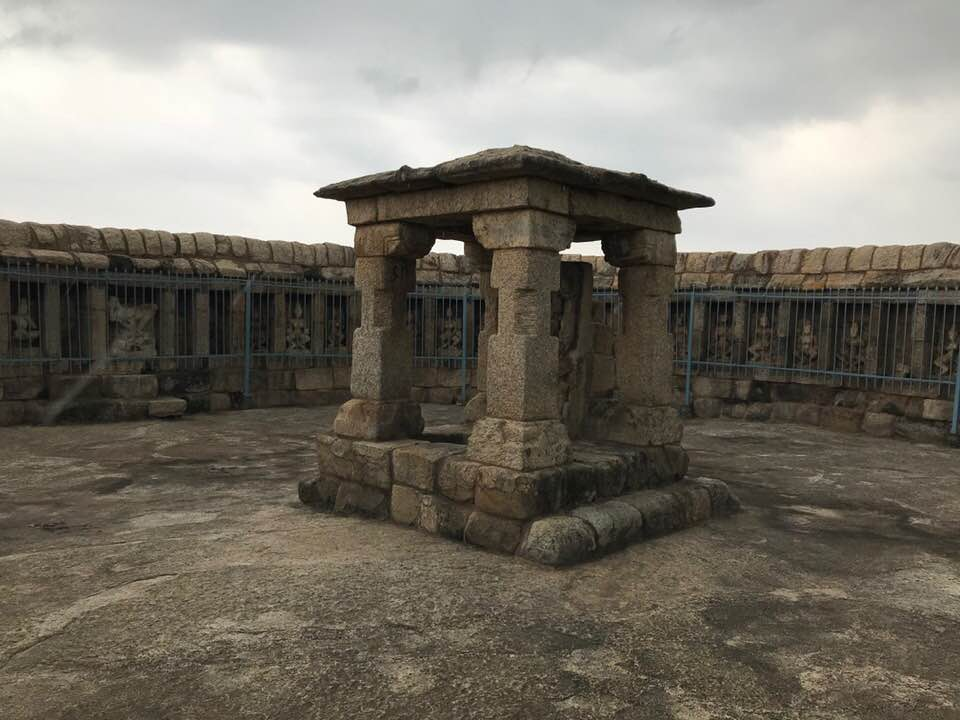
Semplice edicola centrale a 4 pilastri
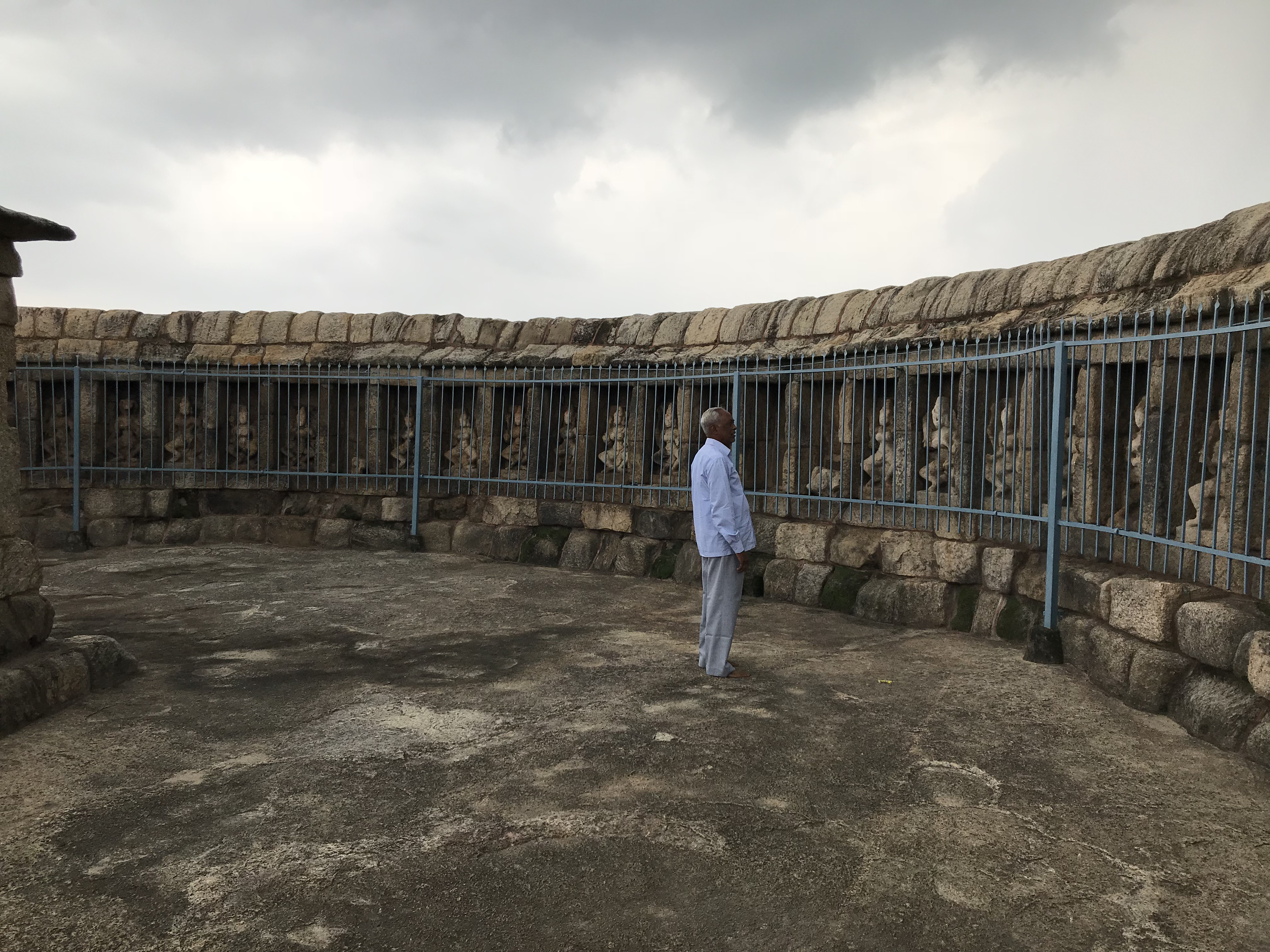
Immagini di Yogini nelle celle del muro perimetrale
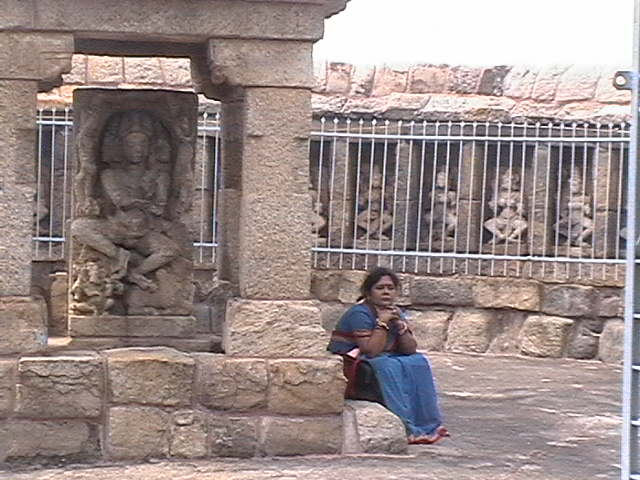
Statua di Nateshwar, Shiva come Lord of Dance, nel santuario centrale

### Khajuraho
Il tempio yogini del IX o X secolo a Khajuraho, nel Madhya Pradesh, si trova a sud-ovest del gruppo occidentale di templi a Khajuraho, vicino a Chhatarpur nel distretto di Chhatarpur, ed è il tempio più antico del sito. È rettangolare, a differenza degli altri templi yogini, ma come loro è ipetrale. Non c'è traccia di un santuario centrale; la divinità centrale, che fosse Shiva o la Dea, era apparentemente ospitata nella nicchia, più grande delle altre, di fronte all'ingresso. Fu costruito con 65 celle sacre (10 sul fronte, 11 sul retro compresa quella della divinità centrale, e 22 per lato), ciascuna con un portale formato da due pilastri squadrati di granito e un architrave in pietra, e ciascuno con un tetto a torre. 35 delle cellule sopravvivono. Sorge su una piattaforma alta 5,4 metri. Tre immagini tozze, di Brahmani, Maheshwari e Hingalaja (Mahishamardini), sono sopravvissute nel sito e sono esposte nel museo locale.

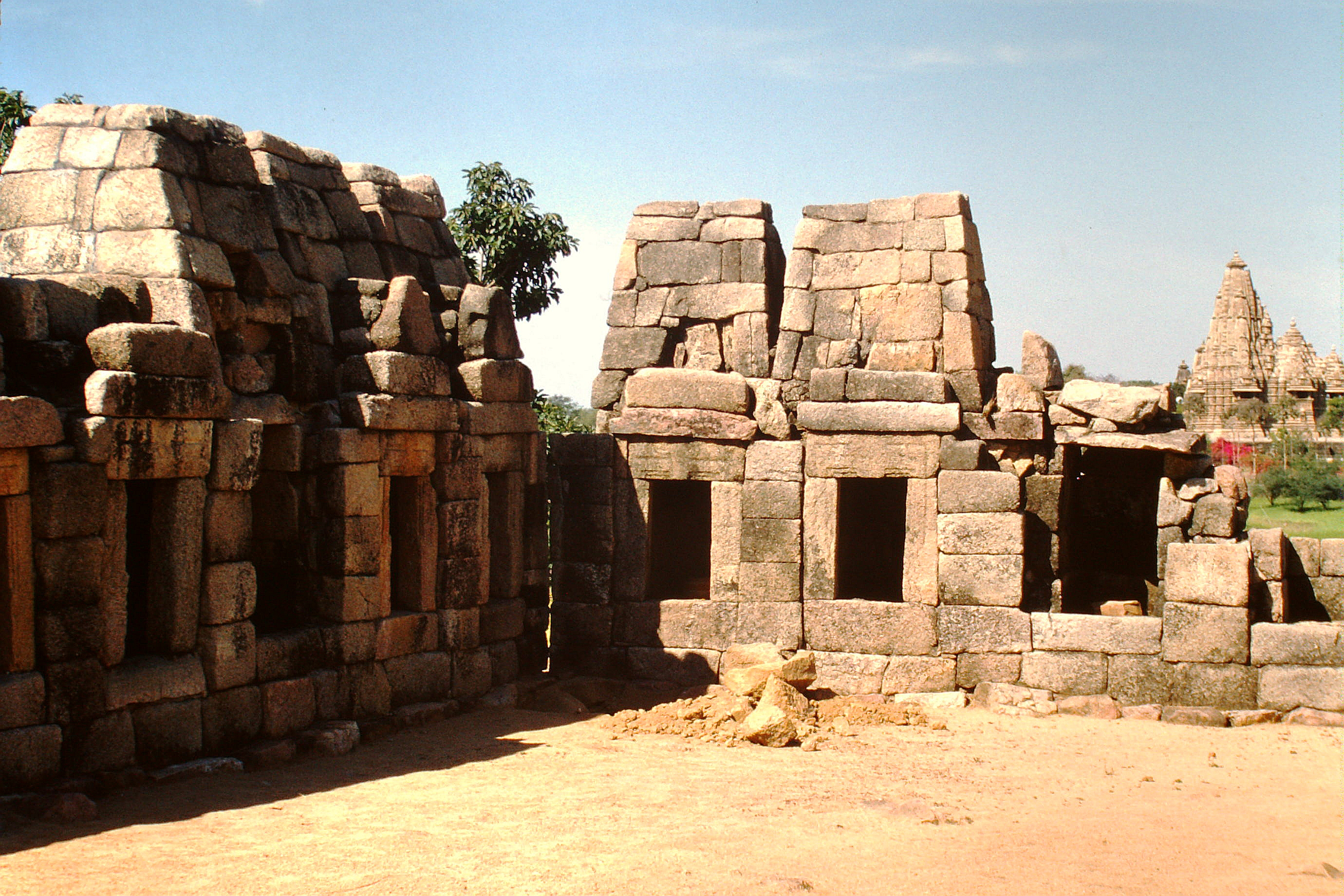
Il tempio Yogini di Khajuraho è insolito per essere rettangolare.
Pianta, con 64 piccole edicole attorno a un cortile rettangolare, e un'edicola più grande di fronte all'ingresso

### Mitaoli, Morena
Il ben conservato tempio yogini dell'XI secolo a Mitaoli (scritto anche Mitavali e Mitawali) nel distretto di Morena, Madhya Pradesh, 30 miglia a nord di Gwalior, chiamato anche tempio Ekattarso Mahadeva, ha un mandapa centrale sacro a Shiva in un cortile circolare aperto con 65 nicchie. Le nicchie ora sono tutte piene di statue di Shiva, ma un tempo contenevano statue di 64 yogini e una divinità.

Il tempio ipoetra si erge solitario in cima a una collina rocciosa. L'ingresso è direttamente nel muro circolare. L'esterno del tempio è ornato da piccole nicchie che un tempo contenevano statue di coppie con fanciulle su entrambi i lati, ma la maggior parte di queste sono oggi perdute o gravemente danneggiate. Non è chiaro perché il tempio avesse 65 celle anziché 64; Dehejia nota il suggerimento che la cella in più fosse per Devi, la consorte di Shiva, che ha il padiglione al centro del tempio, quindi la coppia divina era poi circondata dai 64 yogini. Osserva che questo potrebbe anche spiegare la 65ª cella a Khajuraho, nel qual caso un tempo ci sarebbe stato anche un santuario centrale dedicato a Shiva. 

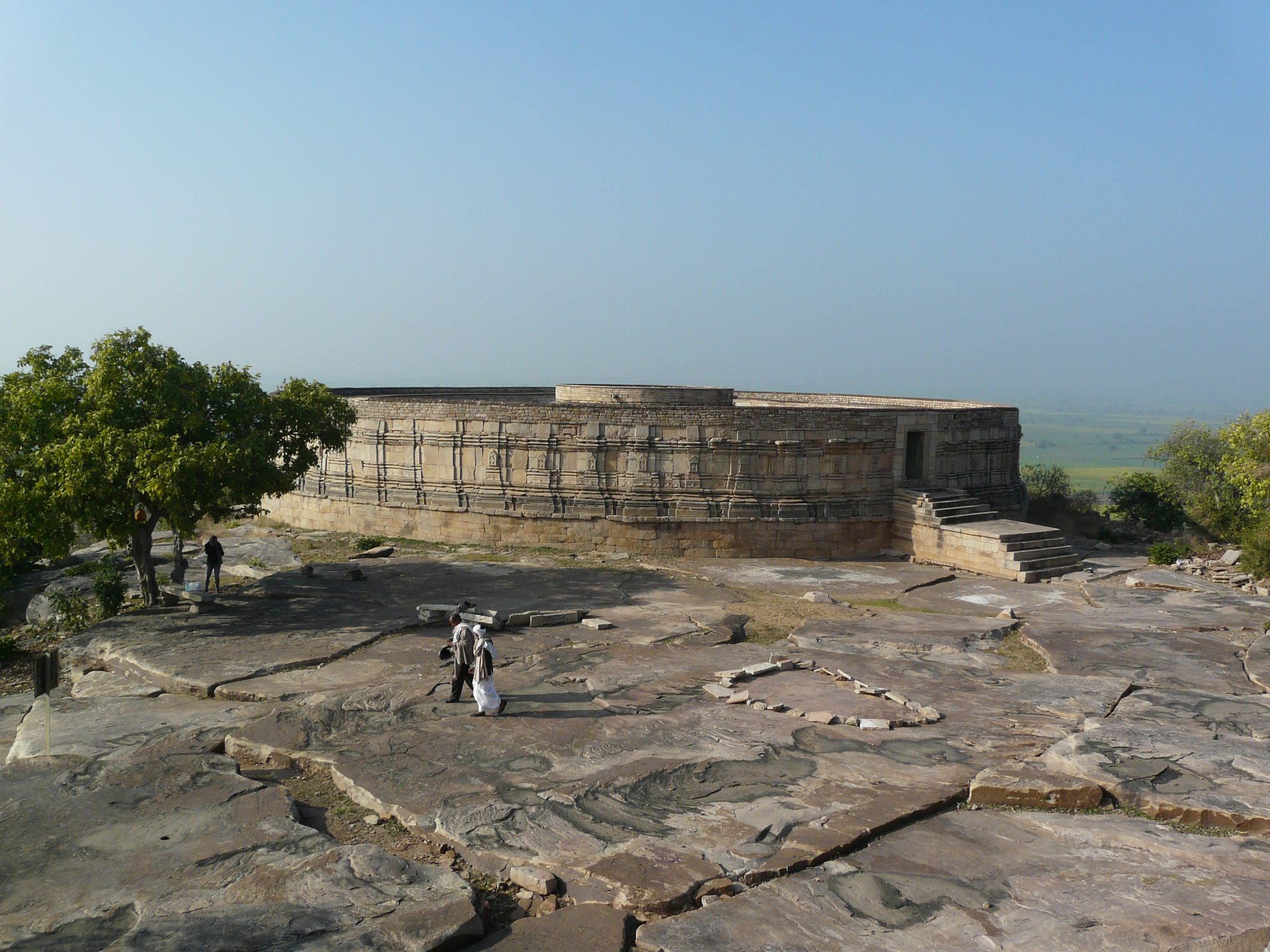
Esterno del tempio Yogini a Mitaoli
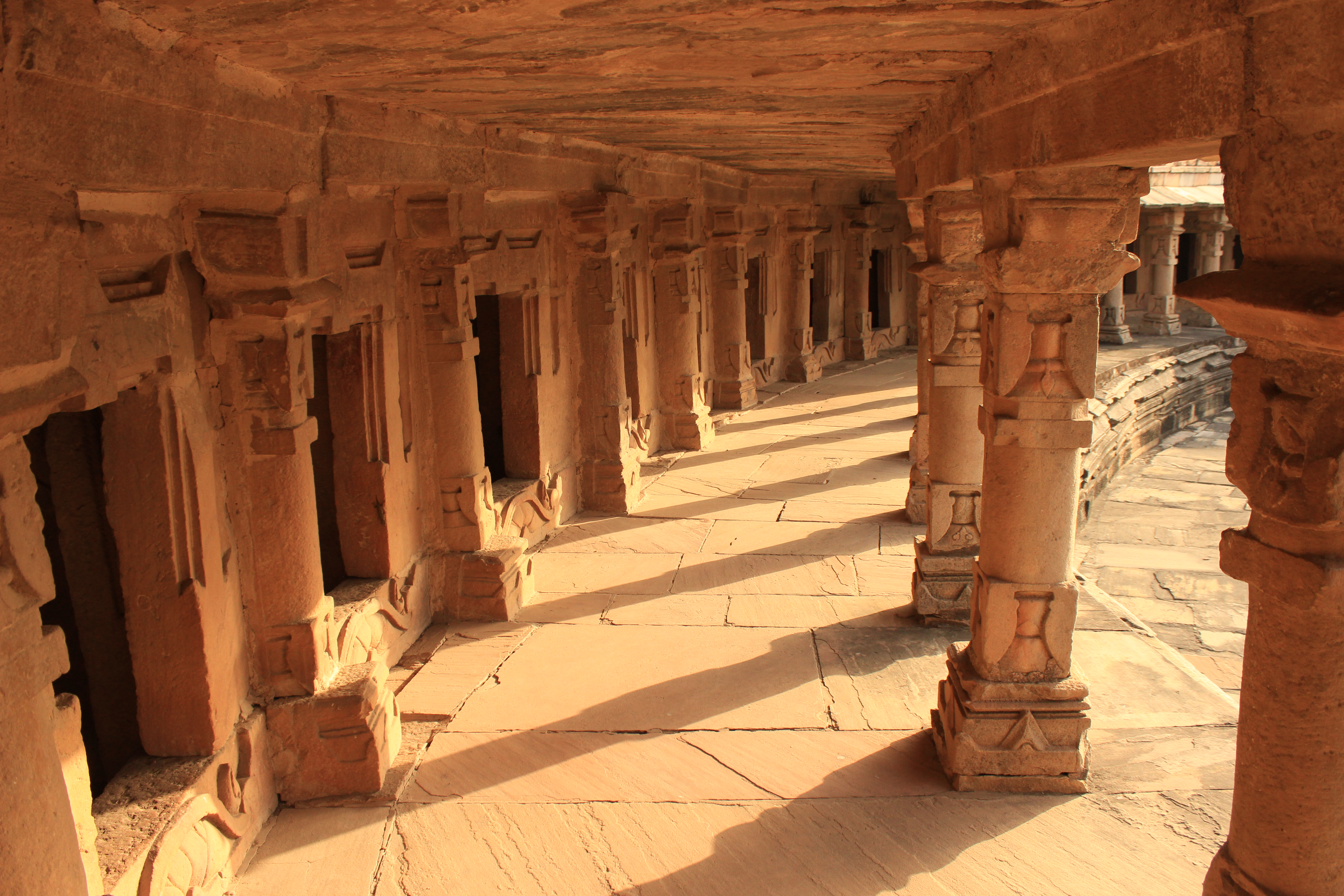
Passerella intorno al cerchio dei santuari yogini
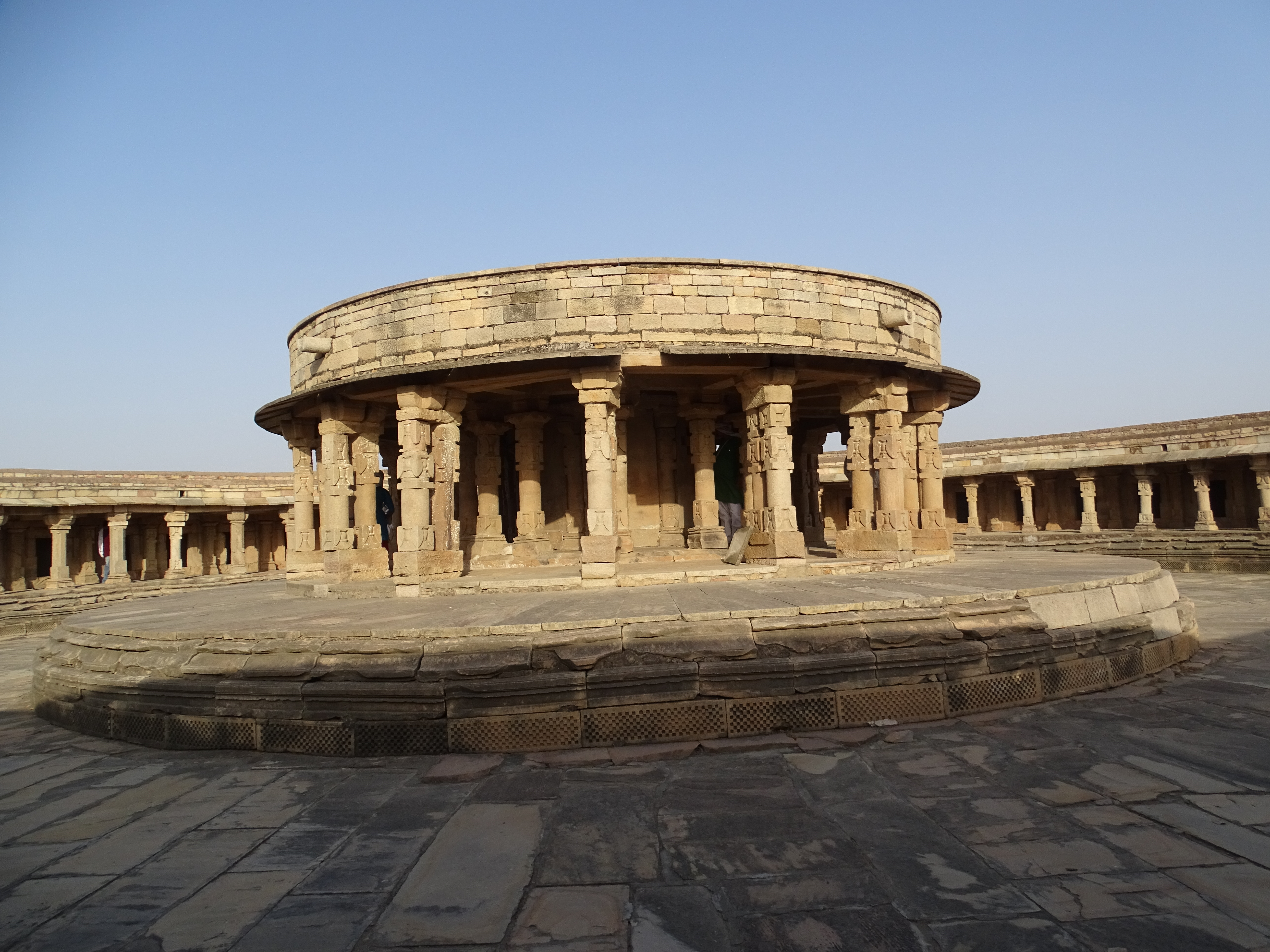
Un santuario di Shiva è al centro del cerchio.
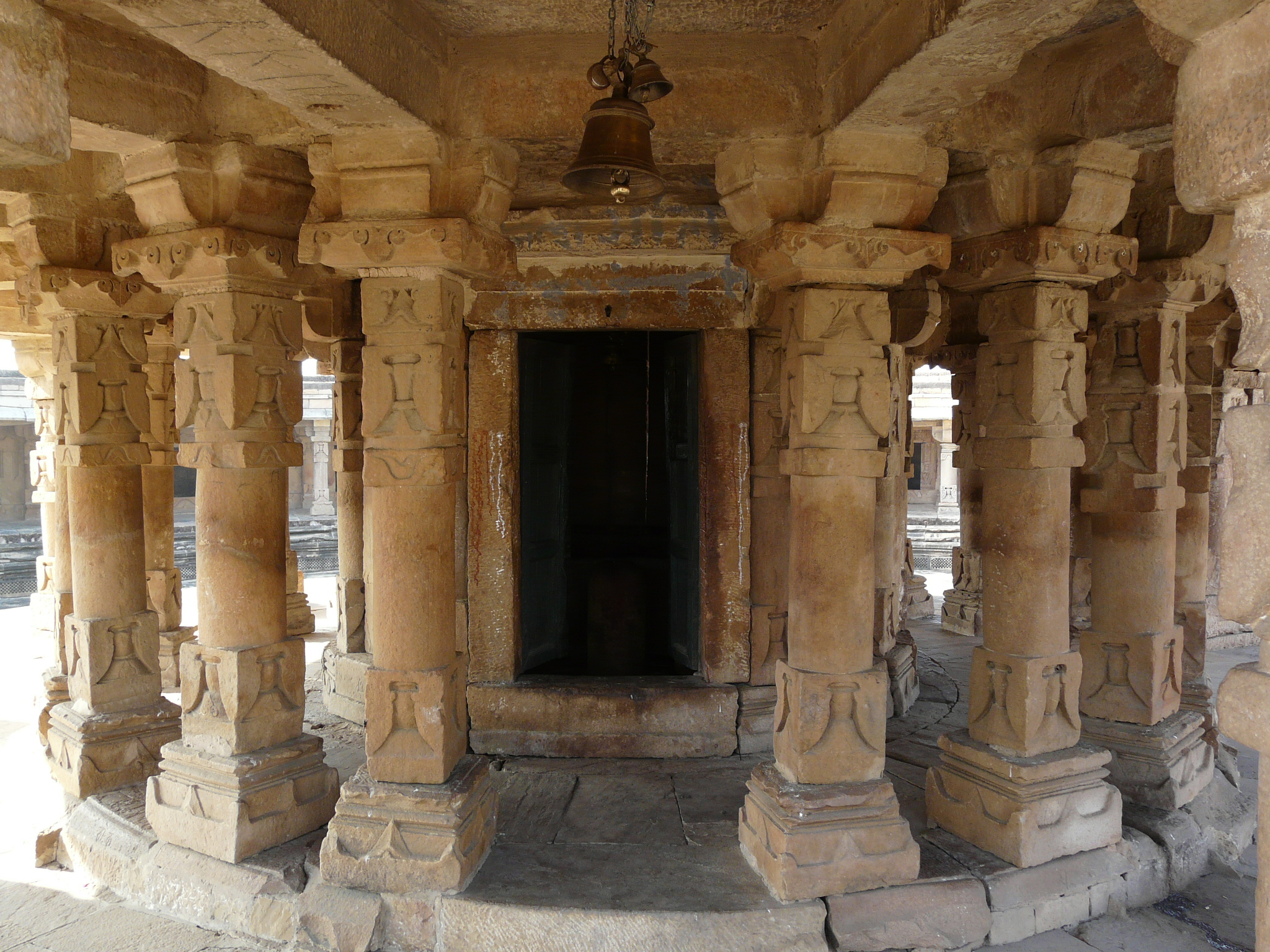
Dettaglio del santuario di Shiva

## Santuario 81-yogini

### Bhedaghat, Jabalpur
Il tempio Yogini del X secolo a Bhedaghat (scritto anche Bheraghat), vicino a Jabalpur nel distretto di Jabalpur, Madhya Pradesh, è un santuario dedicato a 81 yogini. È il più grande dei templi Yogini circolari, con un diametro di circa 125 piedi. Hatley definisce Bhedagat il "più imponente e forse il più noto dei templi yogini". Il tempio aveva un passaggio coperto con 81 celle per yogini all'interno del suo muro circolare. C'è un santuario successivo al centro del cortile. Le 81 immagini includono 8 Matrikas, dee madri, di un tempo precedente.

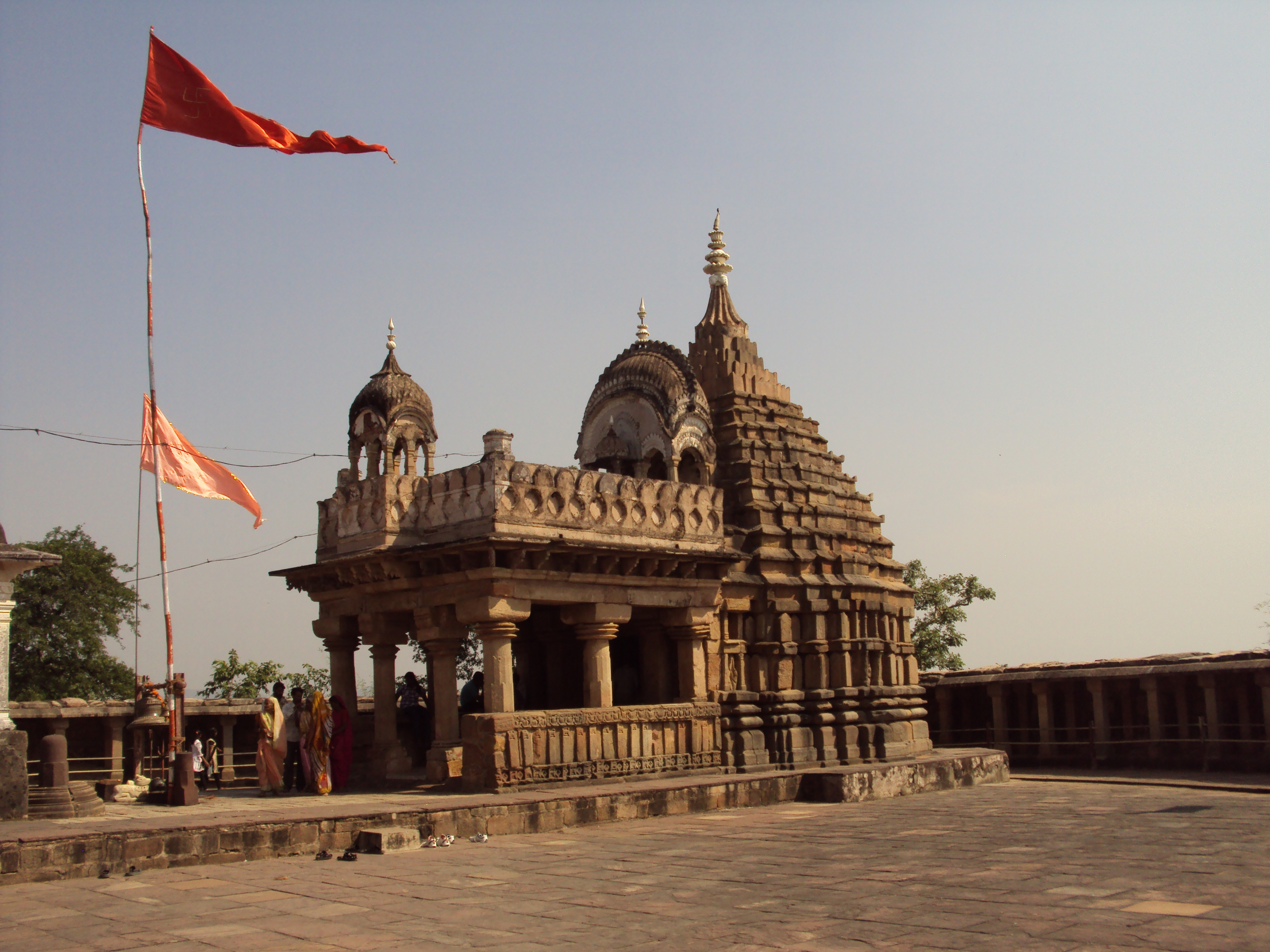
All'interno del tempio yogini, Bhedaghat, Jabalpur; il santuario centrale con shikhara è di data successiva.
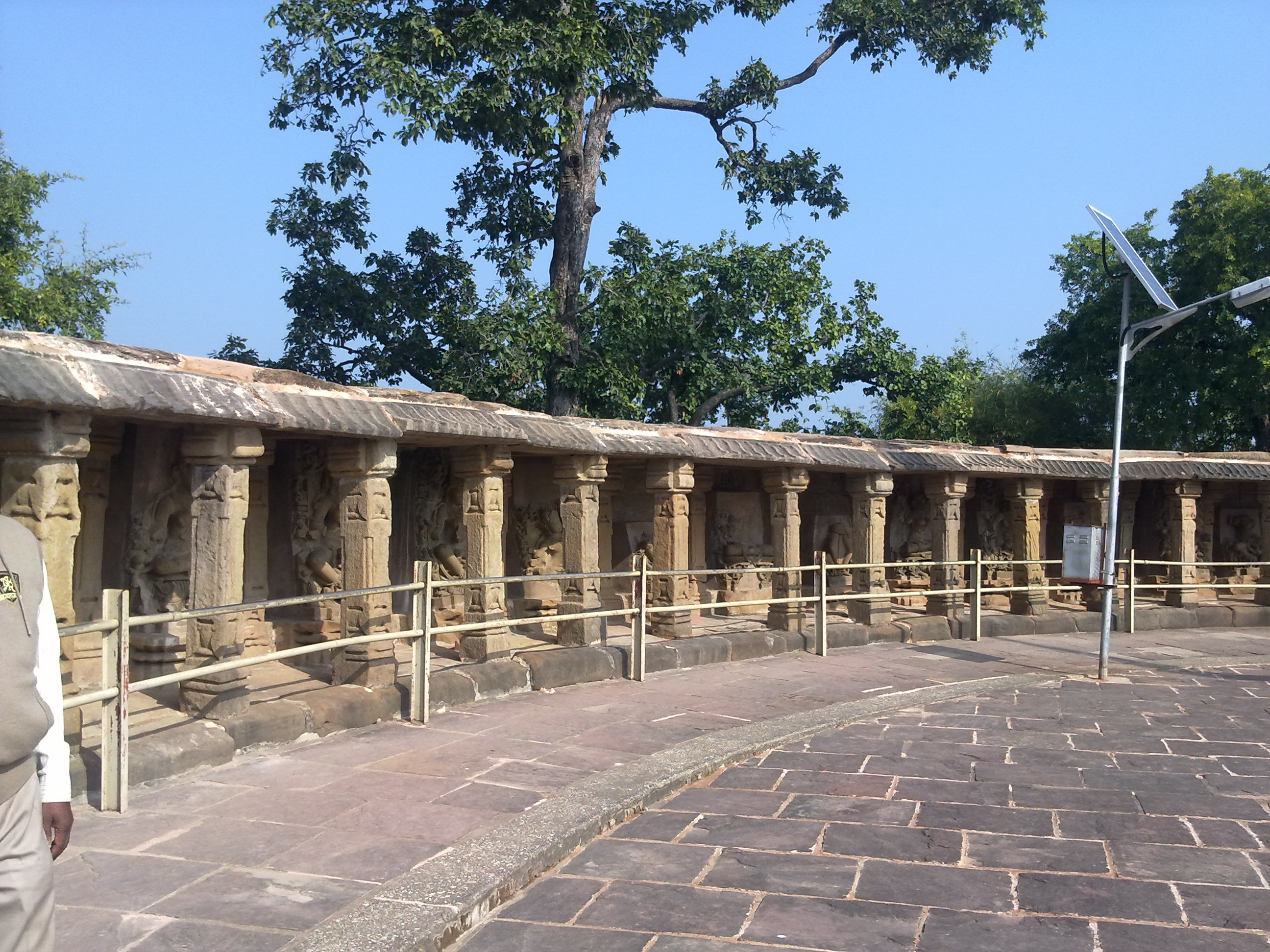
La parete circolare ha nicchie per 81 yogini.
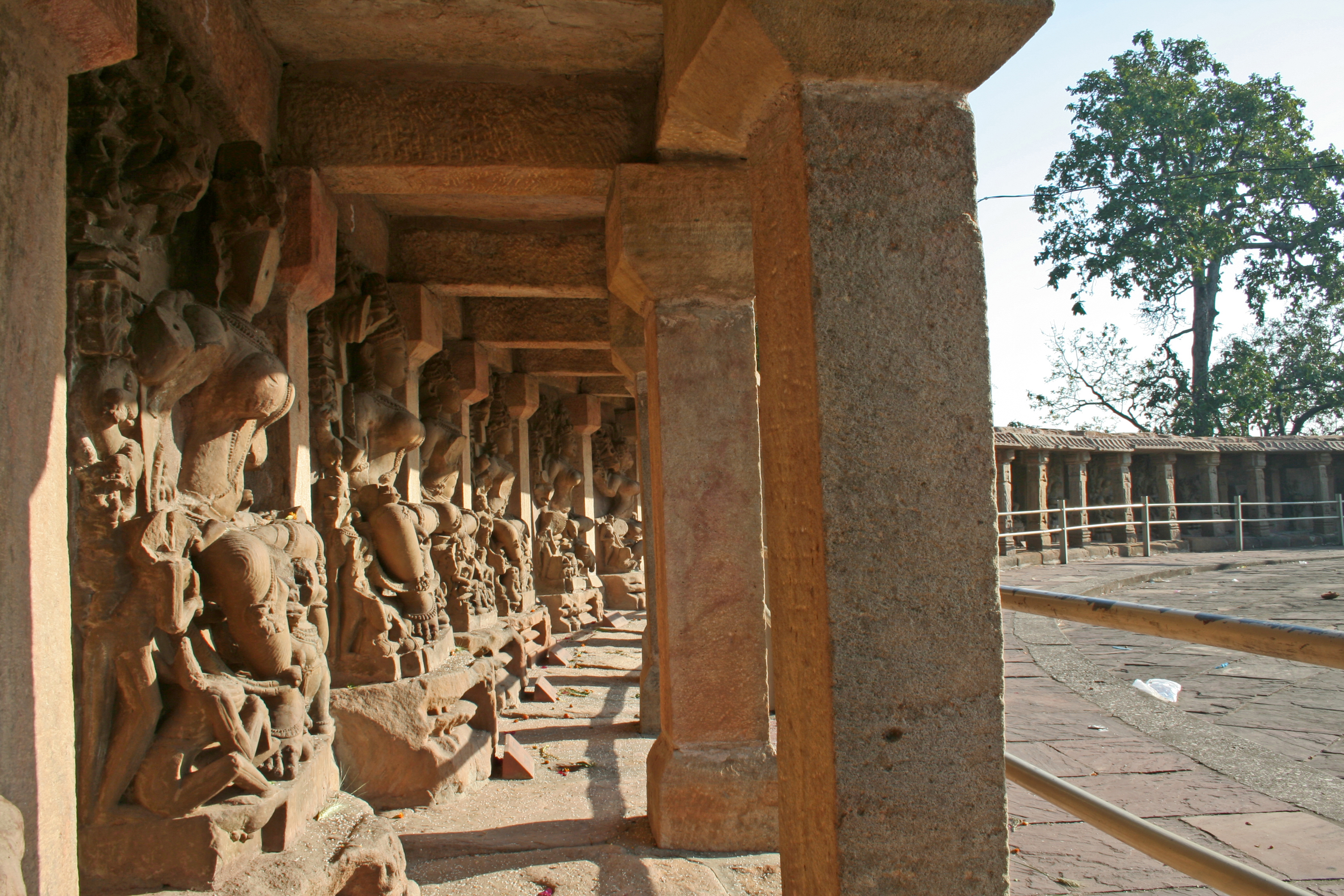
Immagini Yogini
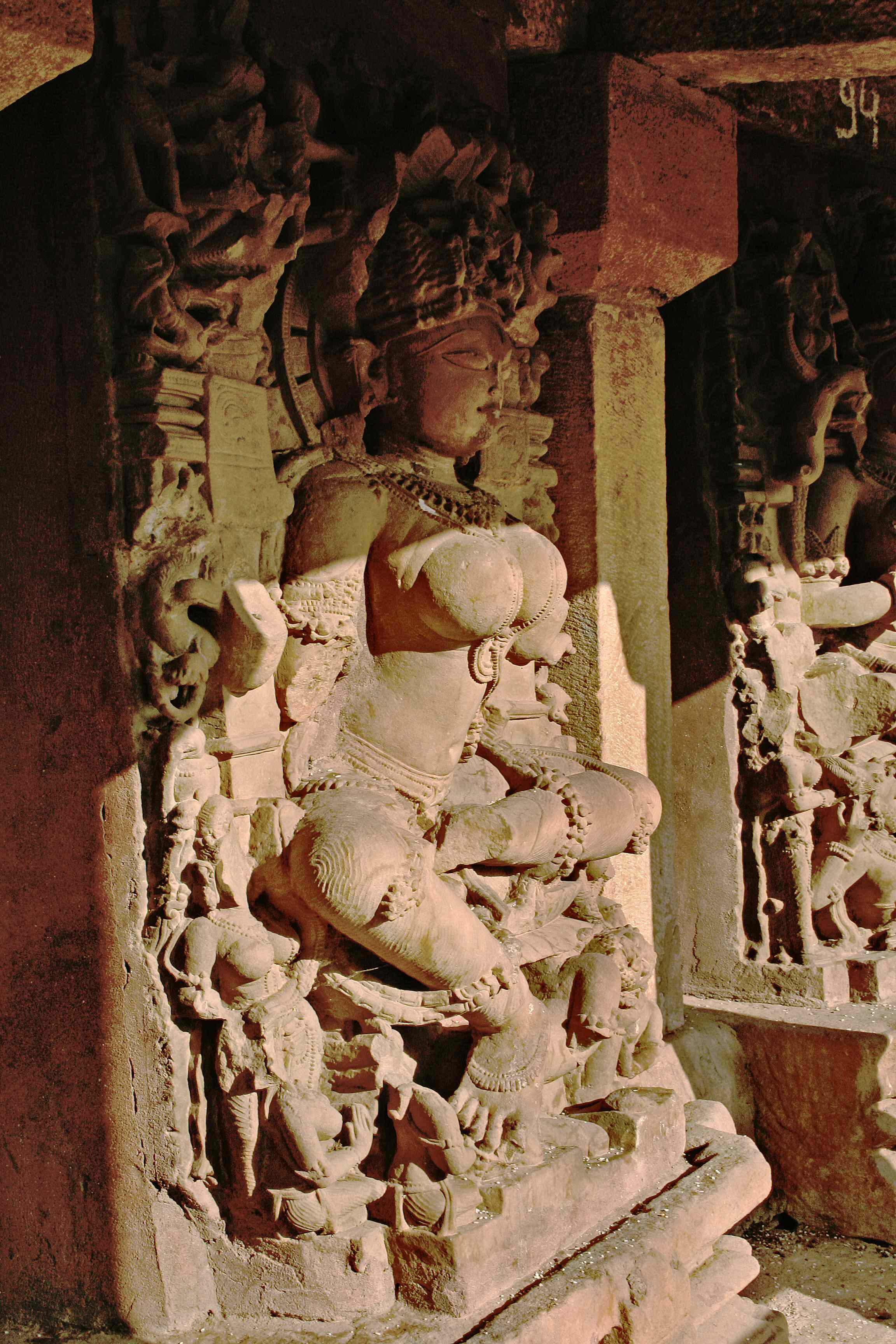
Yogini, seduto in Lalitasana
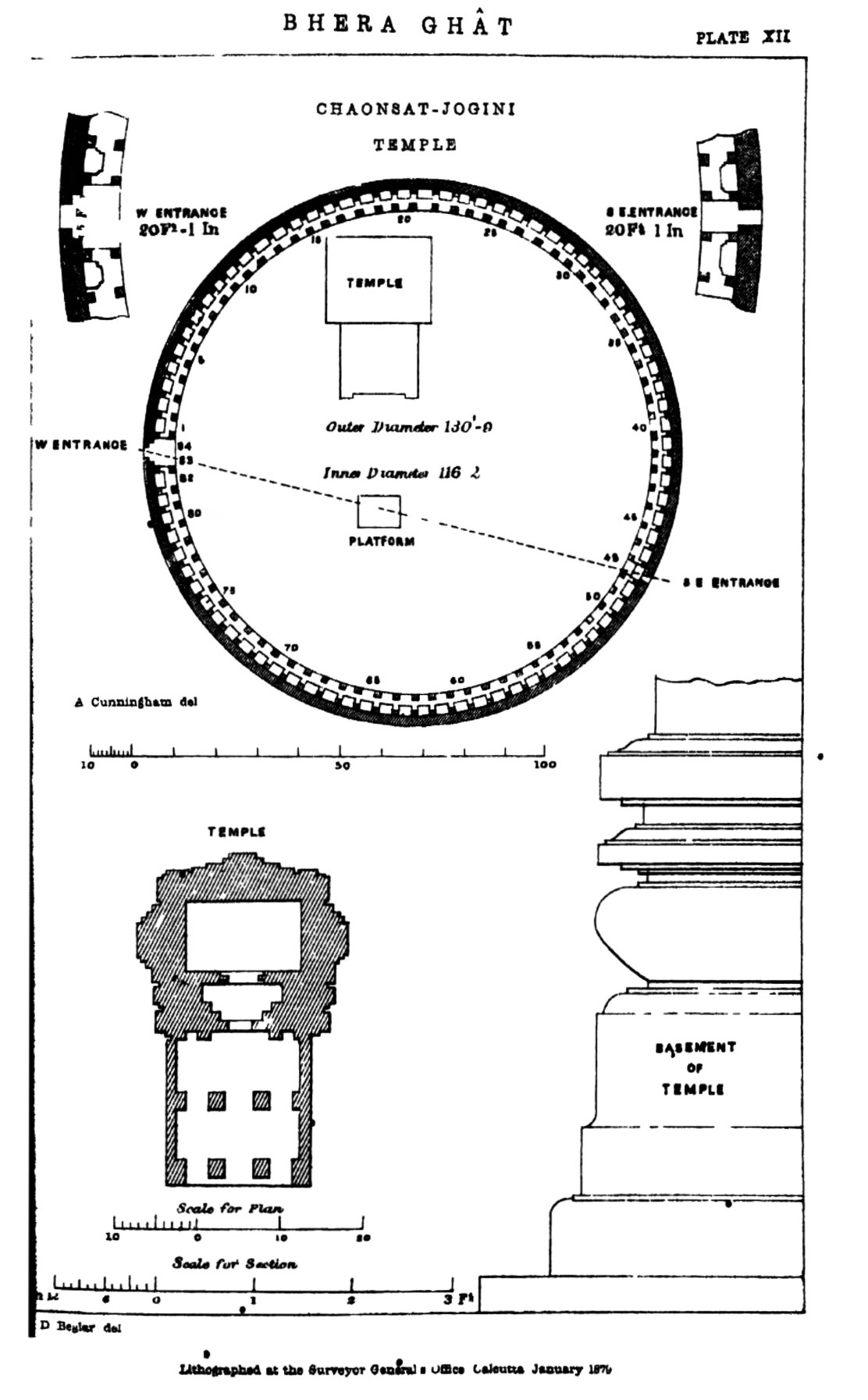
Pianta del tempio Yogini, che dà un diametro esterno di 130 piedi

## 42 santuari yogini

### Dudahi
Il tempio di Dudahi, chiamato localmente Akhada, vicino a Lalitpur nell'Uttar Pradesh, ora in rovina, aveva una pianta circolare con nicchie per 42 yogini. Il cerchio ha un diametro di 50 piedi.

### Badoh

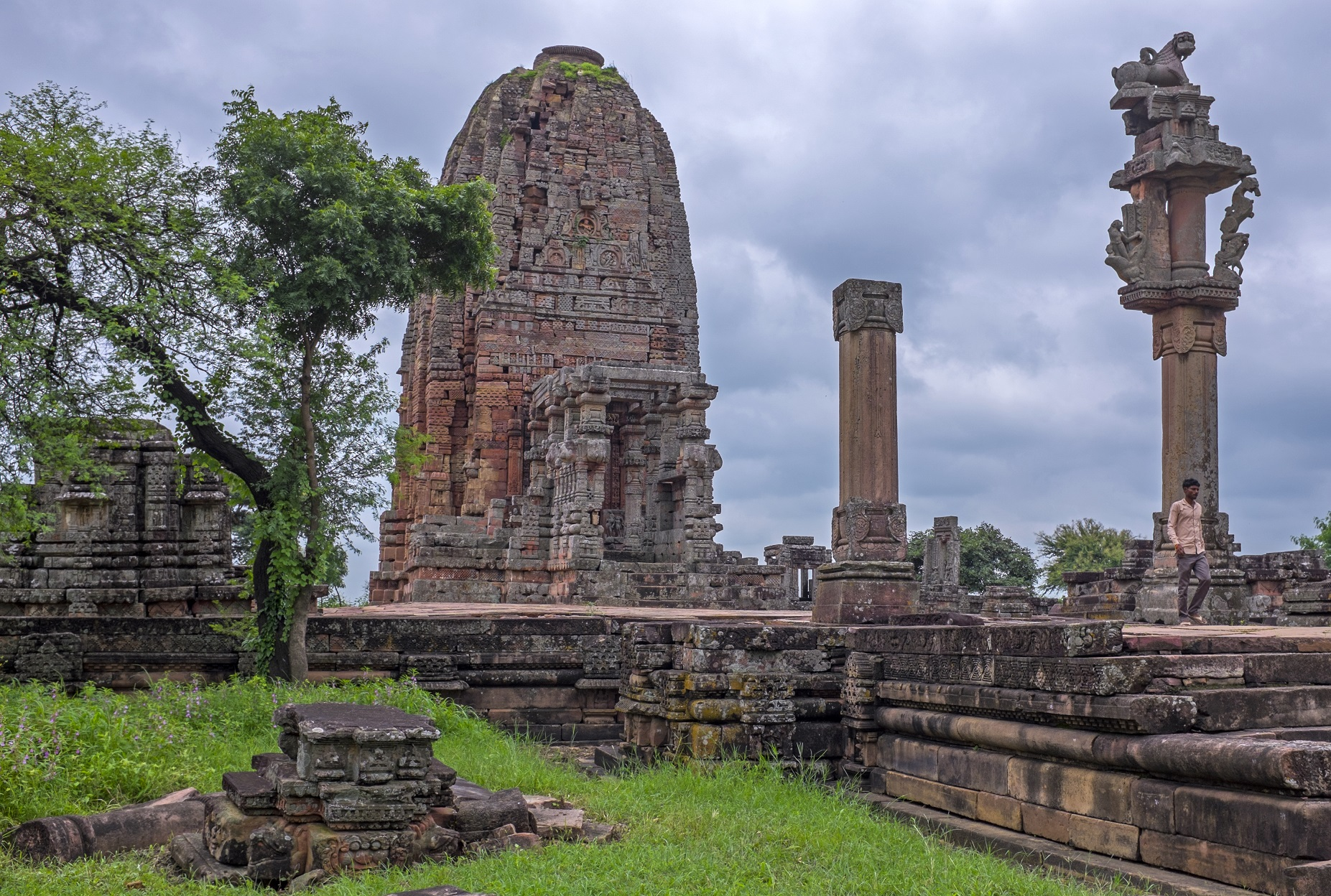
Il tempio delle madri di Gadarmal, Badoh, Uttar Pradesh, ha 42 nicchie per gli yogini.

A circa 30 miglia da Dudahi, a Badoh nel distretto di Vidisha, Madhya Pradesh è il tempio Gadarmal delle Madri, un altro tempio yogini con 42 nicchie e uno dei pochi rettangolari. 18 immagini spezzate delle dee che un tempo si inserivano nelle scanalature della piattaforma del tempio sono conservate dalla vita in giù. È composto da un santuario rettangolare e da un alto e massiccio Shikhara, adiacente ad alcuni templi giainisti. Vidya Dehejia scrive che un tempo il tempio yogini doveva essere ipoetrale.
I due santuari di 42 yogini risalgono probabilmente tra il 950 e il 1100.

## Santuari perduti
Diversi templi yogini sono andati perduti, sia per distruzione deliberata che per saccheggio di materiali da costruzione. Questi includono quanto segue.

### Lokhari
Sembra che ci fosse un tempio yogini dell'inizio del X secolo su una collina a Lokhari, distretto di Banda, Uttar Pradesh. È stato registrato un insieme di venti immagini, quasi tutte teriomorfe, le figure con la testa di animali come cavallo, mucca, coniglio, serpente, bufalo, capra, orso e cervo. Dehejia li descrive come sorprendenti piuttosto che particolarmente artistici.

### Nareshwar
Un'altra serie di venti immagini del X secolo, con incuranti iscrizioni successive del XII secolo, è stata salvata da Nareshwar (chiamato anche Naleshvar e Naresar) nel Madhya Pradesh, un sito che ha ancora una ventina di piccoli templi shivaiti, al Museo di Gwalior, lontano circa quindici miglia.

### Hinglajgarh
Il sito di Hinglajgarh, al confine tra Madhya Pradesh e Rajasthan, è stato ripulito dalle statue per la costruzione della diga di Gandhi Sagar. Le statue salvate contengono abbastanza frammenti di immagini di yogini da consentire a Dehejia di affermare che una volta c'era un tempio di yogini a Hinglajgarh.

### Rikhian
Some 150 miles north of Khajuraho on the south bank of the River Yamuna, in the Banda District, Uttar Pradesh, are the fragmentary remains of what seems to have been a rectangular 64-Yogini temple in the Rikhiyan valley. This is part of a complex of other temples, unlike the solitary Yogini temples such as Mitaoli. When the site was photographed in 1909, ten four-Yogini slabs were present. Dehejia states that the multiples of 4 suggest a 64-Yogini total, while the straightness of the slabs implies a rectangular plan (as at Khajuraho). Seven were stolen on various occasions, and the last 3 of the slabs were moved to Gadhwa fort nearby for their safety. The slabs portray the Yoginis on a plain background without the usual attendant figures. They sit in the ceremonial pose of Lalitasana, one leg resting on their animal vehicle. They have "heavy breasts, broad waist[s] and large stomach[s]". One has the head of a horse, and holds a corpse, a severed head, a club, and a bell, and so may be Hayanana, "The Horse-headed". This and other Yoginis shown with corpses link the temple to a corpse ritual. Also photographed in 1909 were three three-Matrika slabs; Dehejia suggests that these formed part of a rectangular shrine to the Eight Matrikas accompanied by Ganesh. A well-preserved four-Yogini slab from Rikhiyan is held in the Denver Art Museum.

### Shadol

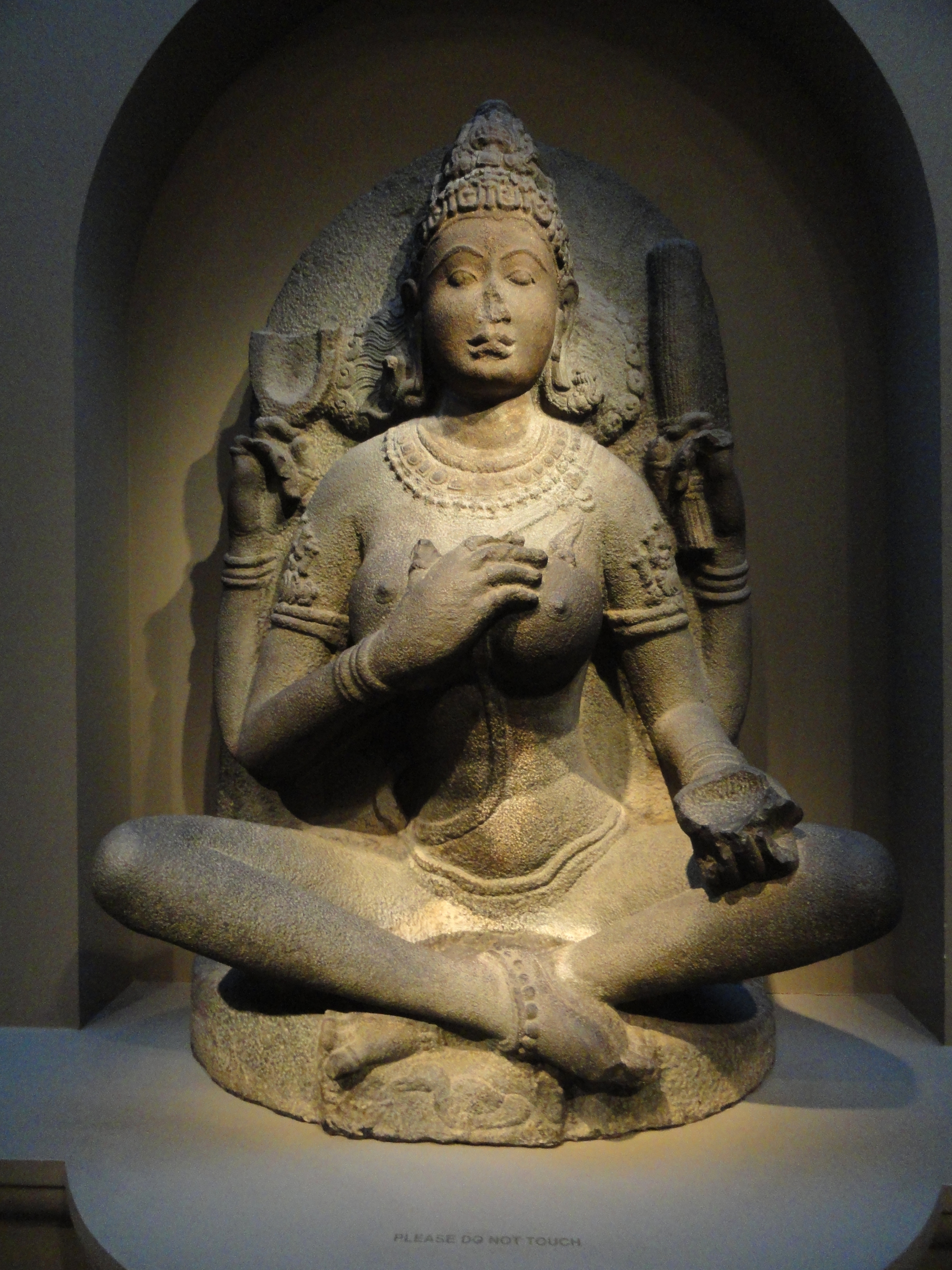
Una Yogini del X secolo proveniente da Kaveripakkam, ora nella Arthur M. Sackler Gallery. Tiene in mano una coppa del cranio.

Le immagini di Yogini dal distretto di Shahdol (anticamente Sahasa-dollaka) nel Madhya Pradesh sono state portate al Museo Dhubela vicino a Khajuraho, al Museo indiano a Calcutta e ai templi del villaggio di Antara e Panchgaon nel distretto di Shahdol. Gli yogini sono seduti nella posa cerimoniale di Lalitasana e hanno aureole fiancheggiate da figure volanti dietro le loro teste.

### Kanchipuram o Kaveripakkam
Dehejia pubblica e discute le immagini yogini del periodo Chola, intorno al 900 d.C., recuperate dal Tamil Nadu settentrionale. Questi includono uno ora nel British Museum, altri nel Madras Museum, nel Brooklyn Museum, nel Minneapolis Institute of Arts, nel Detroit Institute of Arts e nel Royal Ontario Museum . La yogini del British Museum è attribuita a Kanchipuram; il luogo della raccolta non è noto, ma molte sculture dello stesso stile sono state recuperate da un grande "serbatoio" (lago artificiale) a Kaveripakkam, apparentemente derivato da templi vicini. L'immagine faceva parte di un ampio gruppo di yogini.

### Grande Bengala
Ci sono prove da iscrizioni e archeologia che diversi templi yogini furono costruiti nel Bengala maggiore. Dehejia osserva che "i testi sul Kaula Chakrapuja [culto nel circolo tantrico] rivelano indirettamente la loro origine bengalese specificando varietà di pesci conosciute solo nelle acque del Bengala" e che "la maggior parte dei testi contenenti elenchi di Yogini sono stati scritti nel Bengala ".

### Varanasi

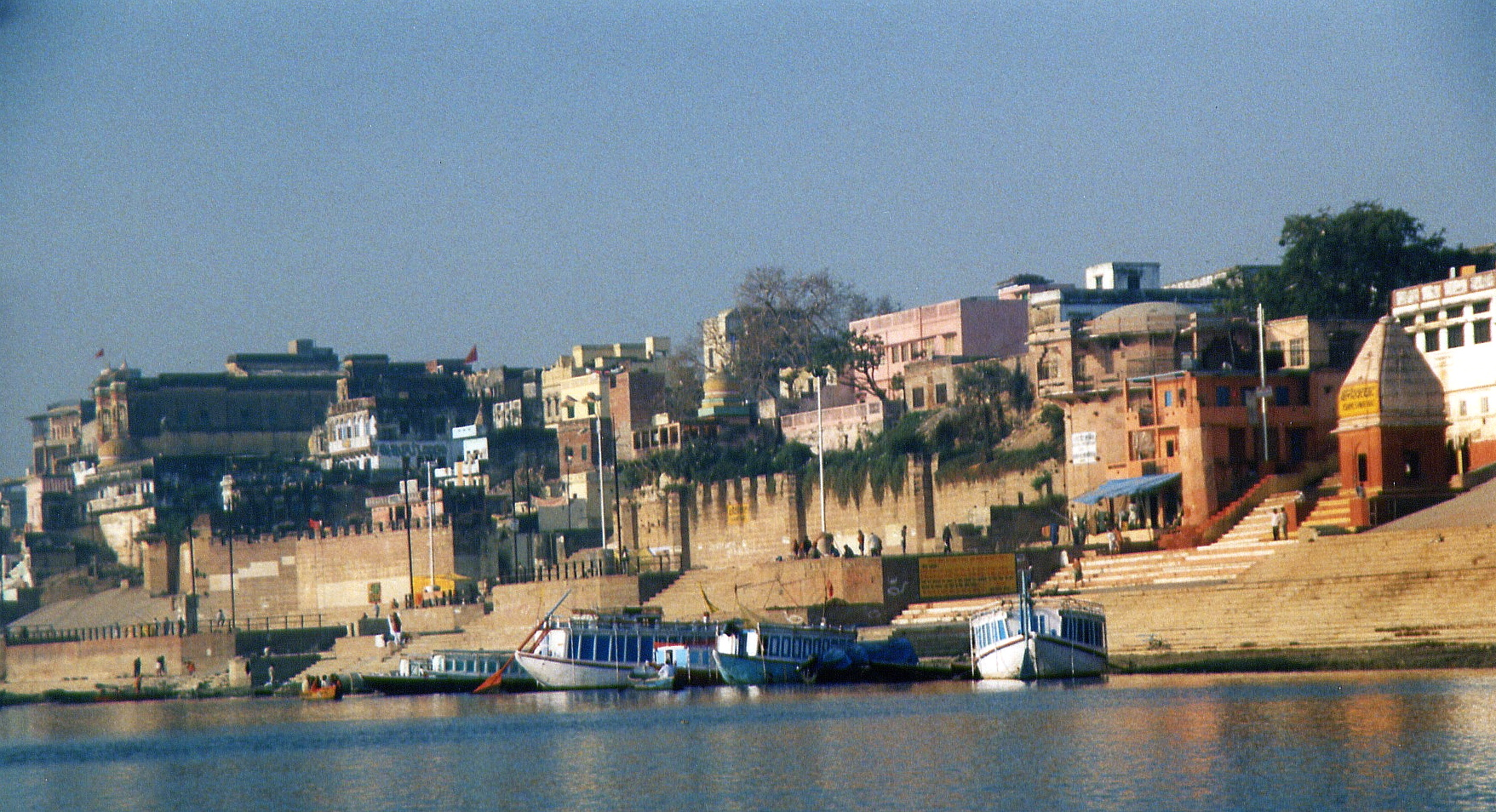
Il campo di cremazione di Chaumsathi Ghat (all'estrema sinistra) sul fiume Gange a Varanasi

I testi del XII secolo, tra cui il Varanasimahatmya del Bhairavapradurbhava, suggeriscono che a Varanasi (chiamato anche Benares e Kashi) esistesse un tempio yogini ipoetra circolare nell'XI secolo. In città sono stati identificati diversi siti correlati a yogini. Appena sopra il terreno di cremazione di Chaumsathi Ghat si trova il tempio di Chaumsathi Devi; non è menzionato nelle scritture, ma è il luogo in cui si riuniscono i devoti moderni, specialmente durante il festival primaverile di Holi, come prescritto nel Kashikhanda.

### Delhi
La leggenda narra che un tempio yogini fu costruito nel distretto di Mehrauli a sud di Delhi; la tradizione colloca questo come il Tempio Yogmaya, senza prove attendibili. La regione al di fuori della città imperiale di Indraprastha, descritta nel Mahabharata, era chiamata Yoginipura, la città degli yogini. Indraprastha è stato identificato con Delhi .

## Influenza

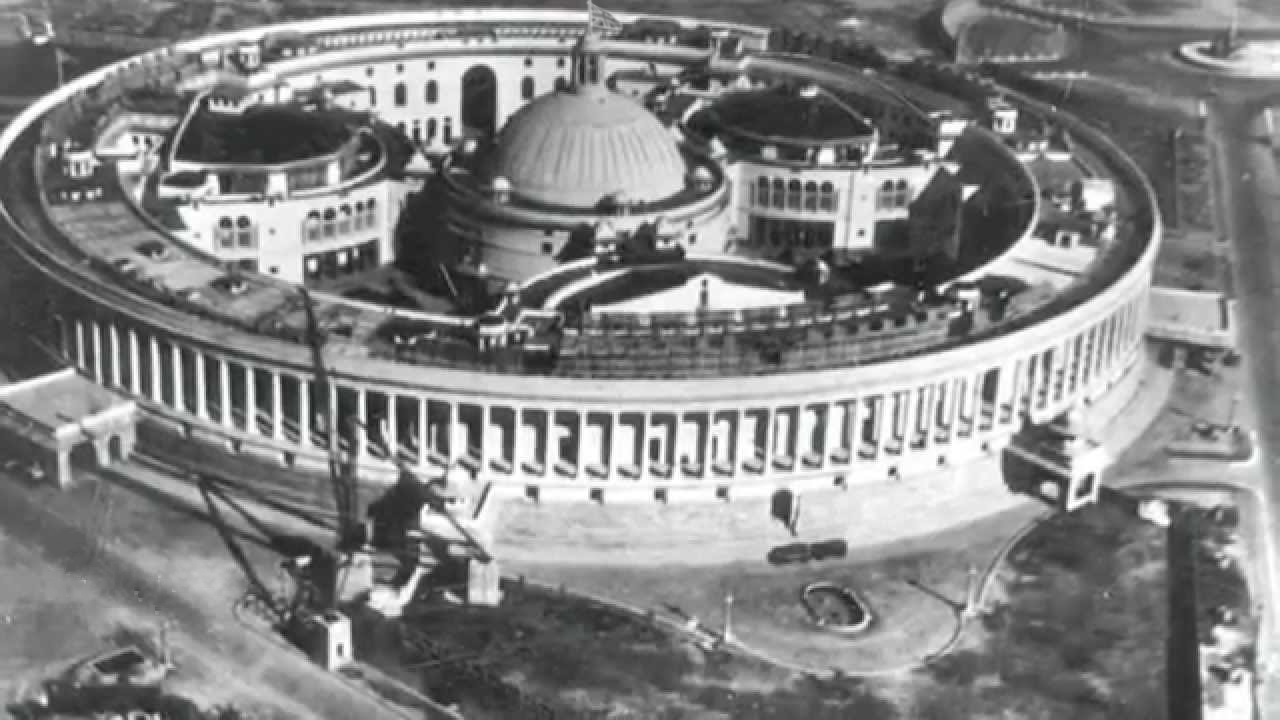
La circolare Sansad Bhavan a Nuova Delhi, sede del parlamento indiano

Si ritiene che la pianta circolare del tempio Mitaoli, senza prove attendibili, abbia ispirato l'architettura del Palazzo del Parlamento indiano, il Sansad Bhavan, progettato dagli architetti britannici Sir Edwin Lutyens e Sir Herbert Baker nel 1912-1913, e completata nel 1927.

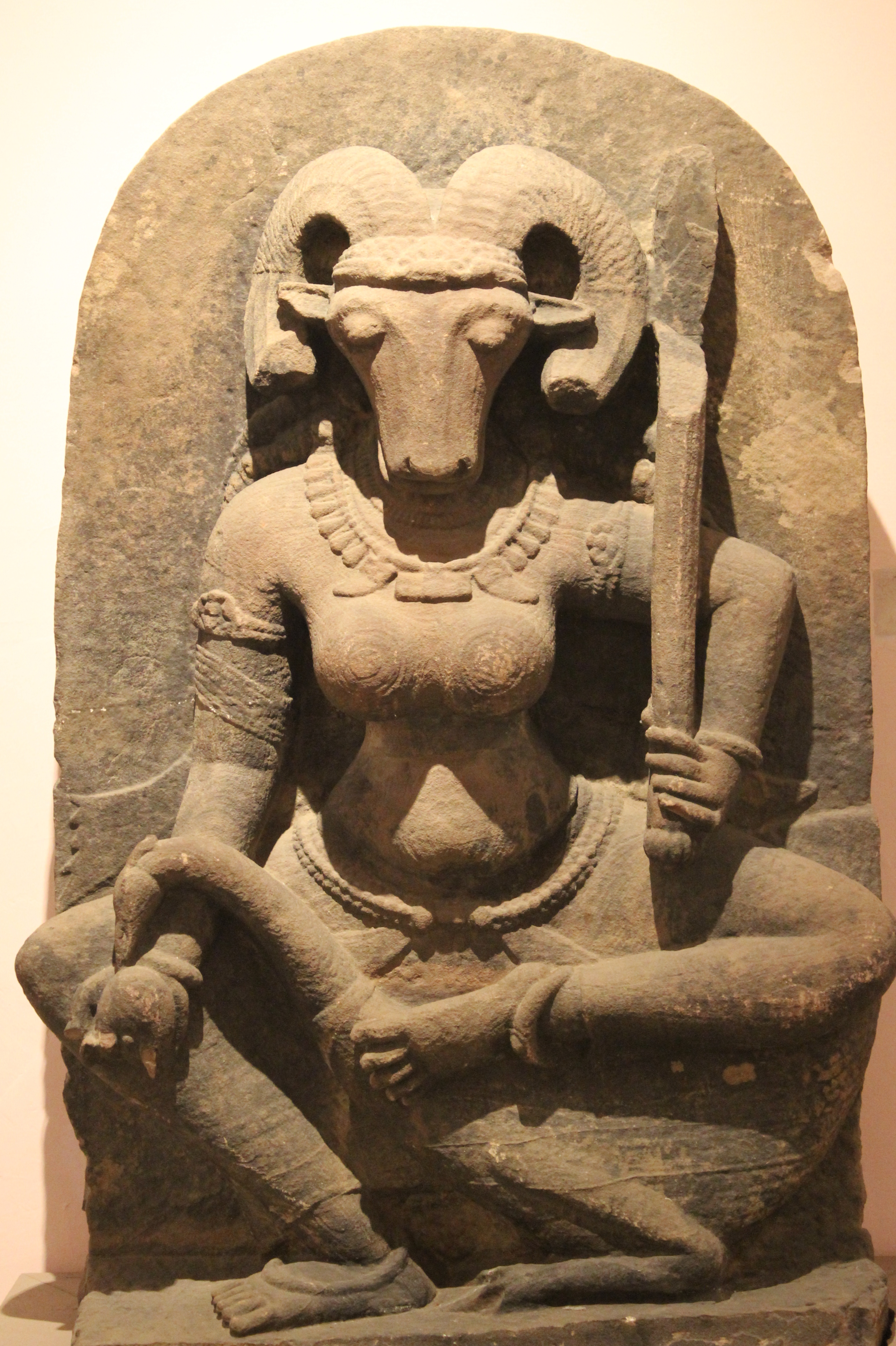
L'immagine di Vrishanana Yogini dalla testa di bufalo rubata, contrabbandata in Francia e recuperata in India

Una yogini Vrishanana con la testa di bufalo del X secolo è stata rubata da un museo nell'Uttar Pradesh e contrabbandata in Francia. L'immagine è stata identificata come una di quelle pubblicate nel libro di Dehejia e il collezionista Robert Schrimpf è stato contattato dal Museo Nazionale di Delhi. La sua vedova ha donato la scultura all'India nel 2008, ed è stata restituita nel 2013, descritta come "inestimabile" dal Deccan Herald e accolta "a casa" al Museo Nazionale con una mostra speciale. Il giornale ha notato che le posizioni isolate dei templi yogini li rendevano vulnerabili ai contrabbandieri di antiquariato.
Padma Kaimal ha scritto un libro di viaggio sui processi attraverso i quali le statue yogini sono state trasformate da immagini religiose in opere d'arte da saccheggiare, contrabbandare, acquistare e collezionare nel mondo occidentale.

### Annotazioni
1. ↑  Stella Dupuis, author of The Yoginī Temples of India, has placed a set of photographs of the Hinglajgarh yoginis on her website.

### Fonti
1. ↑   EngHindi.com,  http://www.enghindi.com/english-word-for-chausath.html. URL consultato il 27 ottobre 2020.
2. ↑  Hatley 2007,  pp. 12-13.
3. ↑  Hatley 2007,  pp. 13-14.
4. ↑  Hatley 2007,  pp. 16-17.
5. 1 2  Hatley 2007,  p. 14.
6. ↑  Hatley 2007,  p. 59.
7. 1 2  Hatley 2007,  p. 17.
8. 1 2  Hatley 2007,  p. iv.
9. ↑  Hatley 2007,  p. 21.
10. 1 2  Dehejia 1986,  p. ix.
11. ↑  Dehejia 1986, p. 145.
12. ↑   Chaudhury, Janmejay. Origin of Tantricism and Sixty-Four Yogini Cult in Orissa in Orissa Review, October 2004 (PDF) (archiviato dall'url originale il 25 maggio 2010).
13. ↑  White 2006, p. 137.
14. ↑  Dehejia 1986, pp. 185-186.
15. 1 2  Hatley 2007, pp. 117-118.
16. ↑   ShivaShakti,  http://www.shivashakti.com/mat2.htm. URL consultato il 27 ottobre 2020.
17. ↑  Das 2019, p. 11.
18. ↑  Keul 2012, p. 367.
19. ↑  Roy 2015.
20. ↑  Keul 2012, pp. 370-375.
21. ↑  Keul 2012, p. 378.
22. ↑  Keul 2012, pp. 380–383, 399.
23. ↑  Keul 2012,  pp. 382-383.
24. ↑  Dehejia 1986, p. 62.
25. ↑    p. 94, ISBN 978-0-521-51874-1.
«Hirapur (District Khurda, Orissa) Yogini temple, eleventh century. Goddess under active worship.»
26. ↑  Dehejia 1986, p. 10.
27. 1 2  Hatley 2007, p. 112.
28. 1 2 3 4  Keul 2012, pp. 367-369.
29. ↑  Hatley 2007, p. 113.
30. ↑   Patel, C.B. Monumental Efflorescence of Ranipur-Jharial in Orissa Review, August 2004, pp.41-44 (PDF) (archiviato dall'url originale il 30 settembre 2007).
31. 1 2 3  Hatley 2007, p. 114.
32. ↑  Donaldson 2002, p. 670.
33. ↑   magazines.odisha.gov.in,  https://web.archive.org/web/20201030042826/http://magazines.odisha.gov.in/Orissareview/dec2005/engpdf/archaeological_explorations_and_excavations_in_western_orissa.pdf. URL consultato il 26 ottobre 2020 (archiviato dall'url originale il 30 ottobre 2020).
34. ↑  Hatley 2007, pp. 114-115.
35. 1 2   asi.nic.in,  http://asi.nic.in/asi_monu_alphalist_mp.asp. URL consultato il 16 novembre 2016.
36. ↑   2001,  https://books.google.com/books?id=xi5uAAAAMAAJ.
37. ↑   asibhopal.nic.in,  http://www.asibhopal.nic.in/monument/morena_mitaoli_ekattarsoma.html. URL consultato il 26 ottobre 2020.
38. ↑  Dehejia 1986, pp. 122-124.
39. 1 2 3  Hatley 2007, p. 111.
40. ↑  Dehejia 1986, pp. 10, 125–140.
41. ↑   Jabalpur district official website – about us (archiviato dall'url originale il 14 agosto 2007).
42. ↑   Chausath Yogini Temple - Site Plan, Photos and Inventory of Goddesses (archiviato dall'url originale il 17 aprile 2010).
43. 1 2 3  Hatley 2007, pp. 115-116.
44. ↑  Dehejia 1986, pp. 125-127.
45. 1 2 3  Dehejia 1986, pp. 141-145.
46. ↑   asibhopal.nic.in,  https://asibhopal.nic.in/monument/vidisha_badoh_gadarmaltemple.html#des. URL consultato l'11 dicembre 2018.
47. ↑  Hatley 2007, p. 117.
48. ↑  Dehejia 1986, pp. 156-184.
49. ↑  Dehejia 1986, pp. 145-153.
50. ↑  Dehejia 1986, pp. 153-155.
51. ↑  Dupuis 2008.
52. ↑   Stella Dupuis, Protective Yoginis and Goddesses destroyers of demons. Syncretism between Hinglaj Mata and Mahishauramardini, su stelladupuisbooks.com, Stella Dupuis, 15 marzo 2017. URL consultato il 29 ottobre 2020 (archiviato dall'url originale il 21 giugno 2017).
53. 1 2 3 4  Dehejia 1986, pp. 118-121.
54. ↑  Dehejia 1986, pp. 163-174.
55. 1 2  Dehejia 1986, pp. 177-182.
56. 1 2   britishmuseum.org,  https://www.britishmuseum.org/collection/object/A_1955-1018-2. URL consultato il 28 ottobre 2020.
«Figure of a mother goddess (matrika) carrying a skull topped staff and skull cup. Made of stone (granite).»
57. ↑  Hatley 2014,  p. 196.
58. ↑  Dehejia 1986, p. 79.
59. ↑  Keul 2012, pp. 366-402.
60. ↑   https://www.thehindu.com/society/history-and-culture/The-mystique-of-Mehrauli/article16970614.ece.
61. ↑   https://www.financialexpress.com/lifestyle/travel-tourism/temples-which-inspired-design-of-indian-parliament-madhya-pradeshs-chausath-yogini-mandir/1575446/.
62. ↑   The Hindu,  https://www.thehindu.com/todays-paper/tp-opinion/government-should-have-confidence-in-this-house/article3744277.ece.
63. ↑   indiatvnews.com,  https://www.indiatvnews.com/news/india/sansad-bhavan-mps-room-parliament-house-building-modi-vision-552852. URL consultato il 26 ottobre 2020.
64. 1 2   https://www.deccanherald.com/content/357824/10th-century-yogini-sculpture-returns.html.
65. ↑  Kaimal 2012, pp. 1ff.
66. ↑   Humanities and Social Sciences Online,  https://networks.h-net.org/node/22055/reviews/22256/kim-kaimal-scattered-goddesses-travels-yoginis. URL consultato il 29 ottobre 2020.